# Stocznia Gdańska

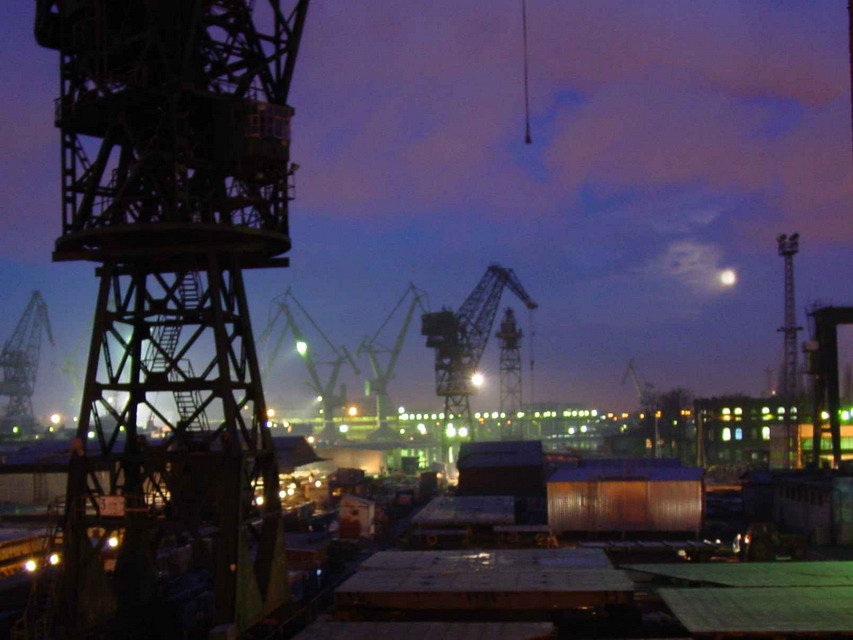
Stocznia nocą

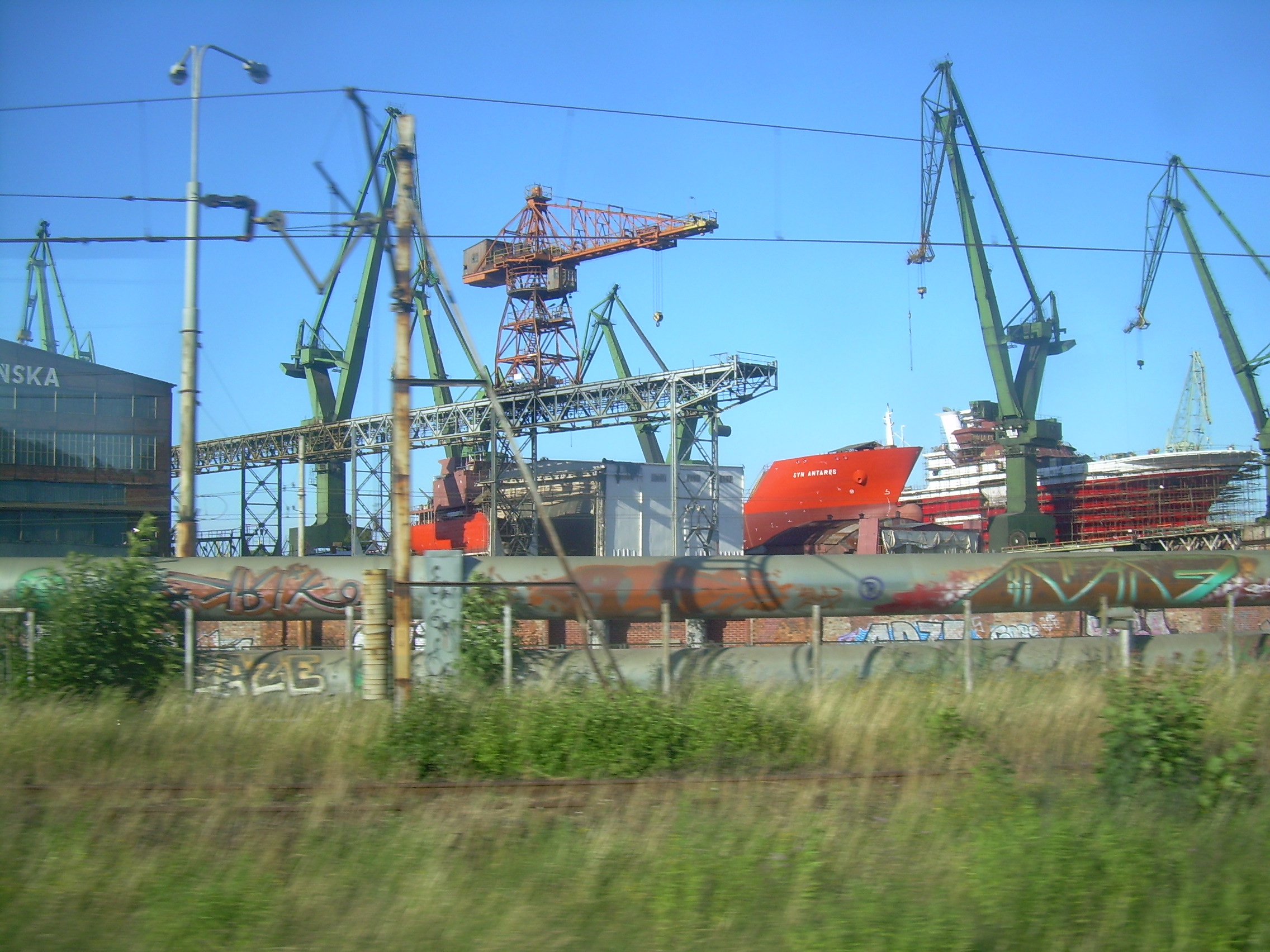
Dźwigi stoczniowe, 2010

Stocznia Gdańska (do 2021 roku: Stocznia Gdańsk SA) – jedna z polskich stoczni, zlokalizowana w Gdańsku na lewym brzegu Martwej Wisły i na Ostrowiu. Powstała po 1945 na terenach, gdzie wcześniej istniały niemieckie stocznie Jana Klawittera (od 1804), następnie Kaiserliche Werft Danzig (od 1844) oraz Schichau (od 1890).
Stocznia Gdańska w ciągu swojej działalności zbudowała ponad 1000 w pełni wyposażonych statków pełnomorskich, m.in.: kontenerowców, statków pasażerskich i żaglowców.
Na jej terenie miało miejsce stłumienie protestów oraz zamordowanie trzech stoczniowców – ofiar wydarzeń Grudnia 1970. Z gdańskiej stoczni wywodzi się NSZZ „Solidarność”, na terenie zakładu podpisano porozumienia sierpniowe w 1980 roku. W 1996 roku postawiona w stan upadłości, następnie na bazie przedsiębiorstwa powstała Stocznia Gdańska – Grupa Stoczni Gdynia SA, od 2006 roku – Stocznia Gdańsk SA, a od 2021 Stocznia Gdańska Sp. z o.o.

## Produkcja

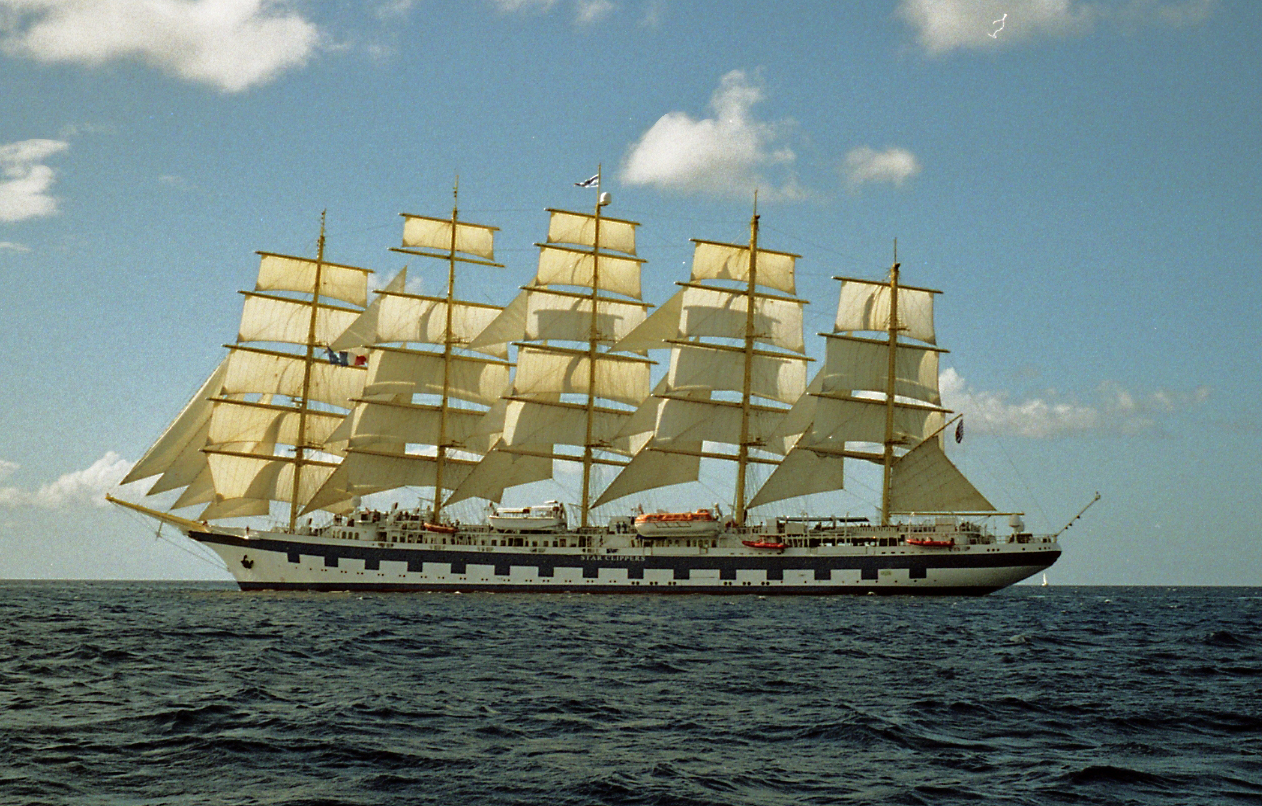
Żaglowiec „Royal Clipper” zbudowany w 2001; na bazie kadłuba „Gwarka”.

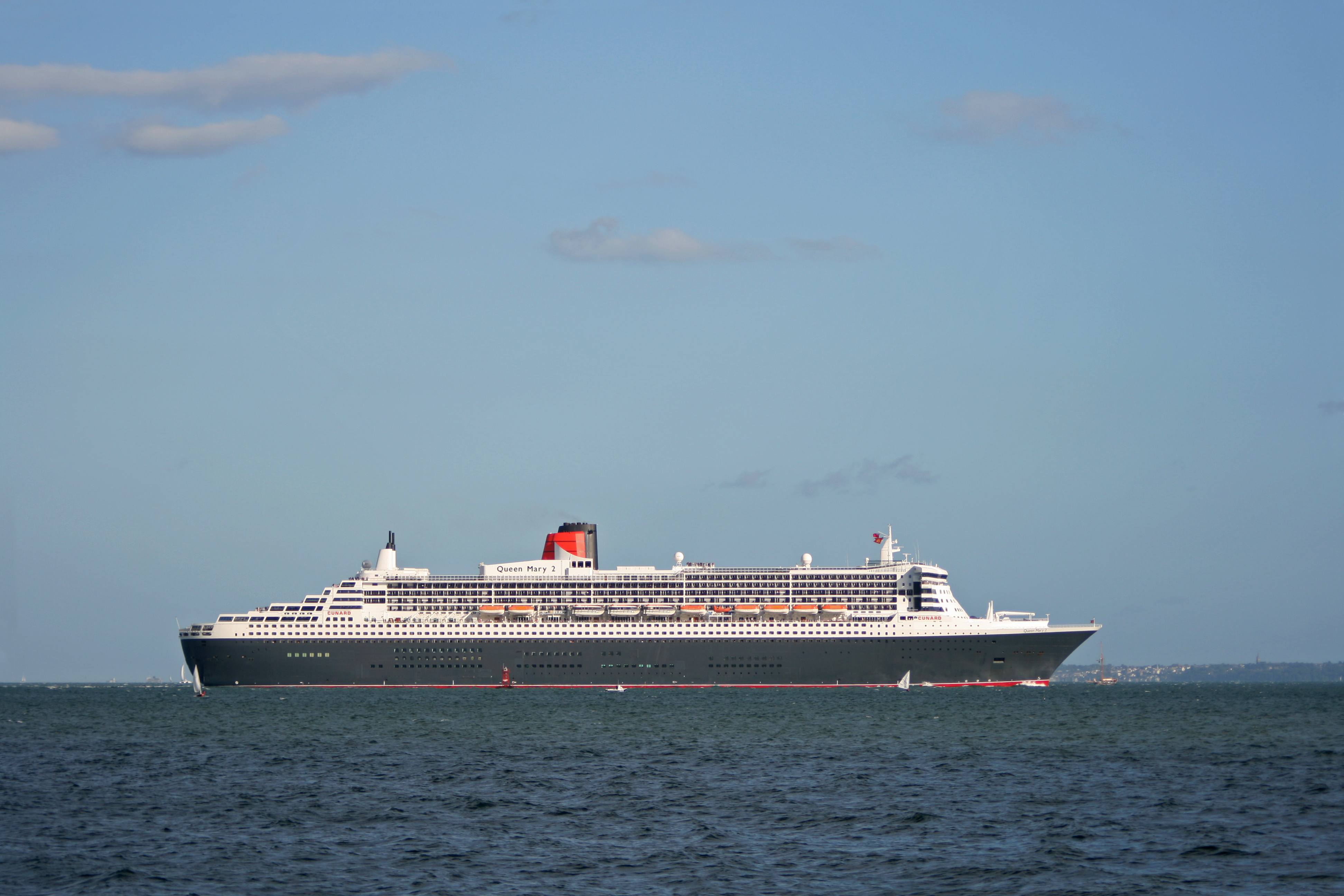
Gruszka dziobowa „Queen Mary 2” została wykonana w Gdańsku

### Zbudowane statki
Stocznia Gdańska w ciągu swojej działalności zbudowała i przekazała do eksploatacji armatorom z różnych krajów świata ponad 1000 w pełni wyposażonych statków pełnomorskich o wysokim światowym standardzie, a w ostatnich latach głównie kontenerowce, masowce i statki pasażerskie, ro-ro i żaglowce.

### Żaglowce
- Pogoria (1980)
- Dar Młodzieży (wodowanie 1982)
- Iskra II (1982)
- Kaliakra (dla Bułgarii) (1984)
- Oceania (1985)
- 5 bliźniaczych jednostek dla ZSRR (1987–1992):
  - Drużba (1987)
  - Mir (1987)
  - Cherson (1989)
  - Pallada (1989)
  - Nadieżda (1992)
- Gwarek dokończony (w 2001) przez Holendrów jako Royal Clipper

## Historia

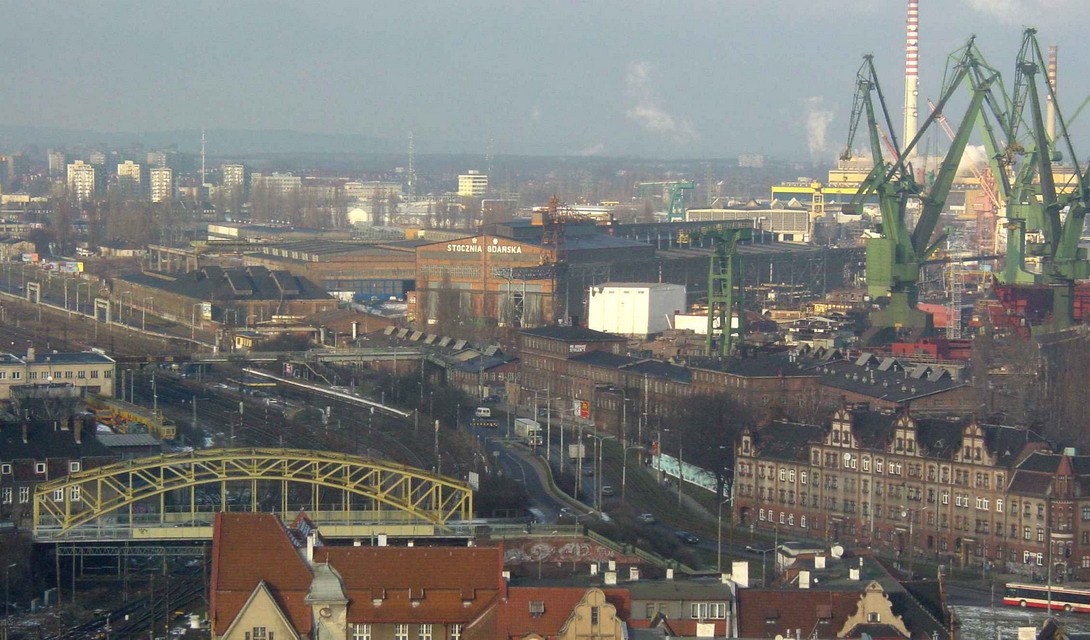
Panorama Stoczni Gdańskiej widziana z Zieleniaka

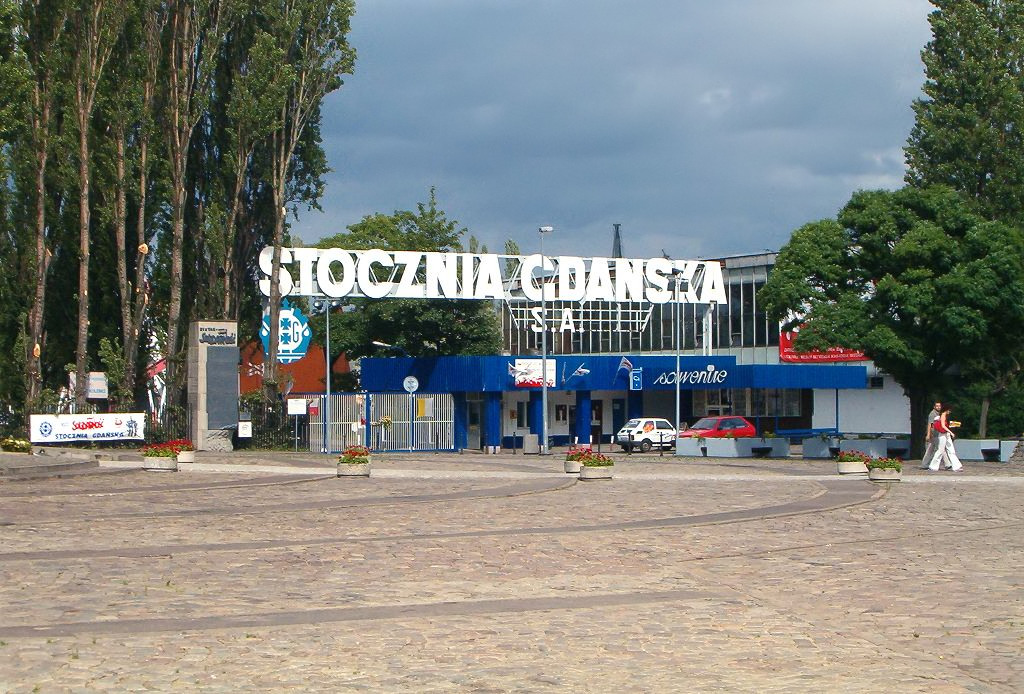
Historyczna Brama nr 2 Stoczni Gdańskiej

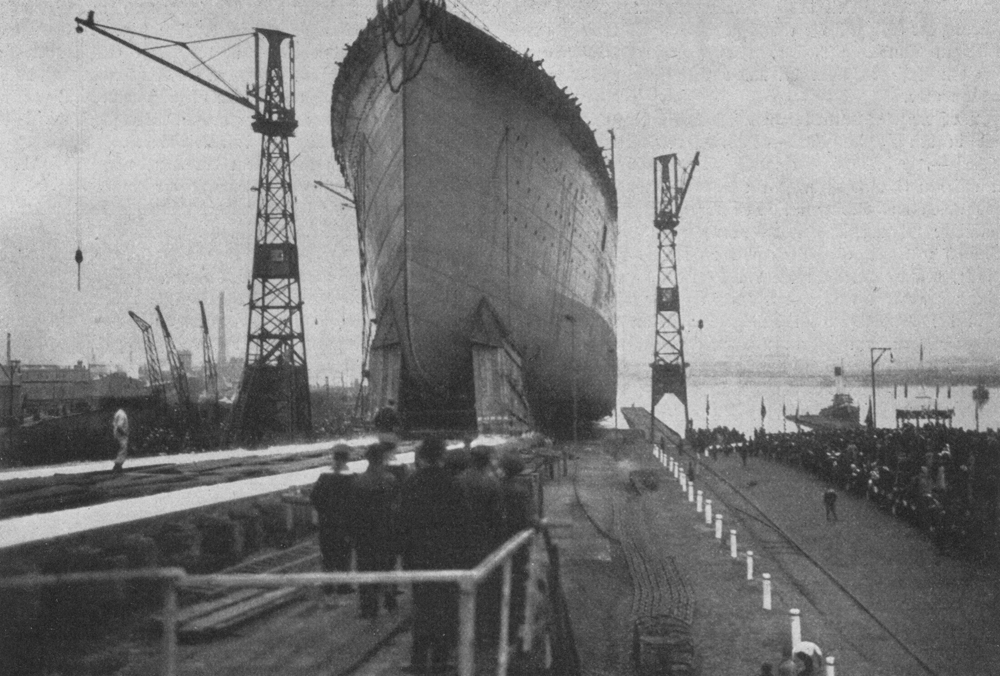
Wodowanie w Stoczni Schichaua (1913)

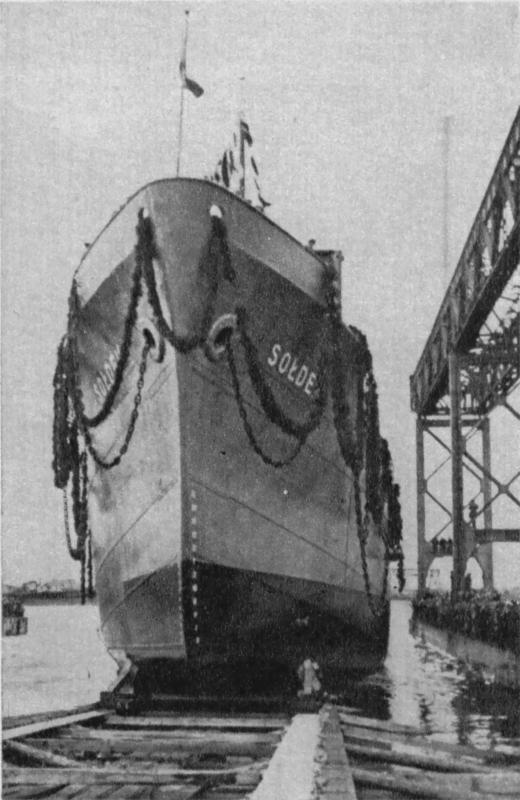
Wodowanie rudowęglowca SS „Sołdek” – pierwszego statku pełnomorskiego zbudowanego w Polsce po II wojnie światowej, 1948

### Od XV w. do zakończenia II wojny światowej
- lata 70. XV w. – początki budownictwa okrętowego w Gdańsku. Gdańscy cieśle rozpoczęli budowę wielkich, kilkusetłasztowych i kilkumasztowych karaweli.
- 1804 – w Gdańsku powstała stocznia Jana Klawittera, która budowała początkowo drewniane żaglowce, a następnie parowce rzeczne.
- 1844 – na gruncie zakupionym przez rząd pruski od gminy miejskiej powstała przystań Marynarki Wojennej, przekształcona następnie w Królewski Zakład Budowy Korwet; pierwszym okrętem, który zwodowano w tym miejscu, była korweta „Danzig”[2].
- 1871 – zakład otrzymał nazwę Kaiserliche Werft (Stocznia Cesarska). Stocznia była własnością państwową i pracowała wyłącznie na potrzeby marynarki wojennej.
- 1890 – na 50 hektarach w pobliżu Stoczni Cesarskiej powstała stocznia Schichau-Werft (Stocznia Schichaua). Produkcja stoczni obejmowała zarówno statki handlowe, pasażerskie, towarowo-pasażerskie, jak też wojenne, w tym szybkie krążowniki.
- 1922 – Konferencja Ambasadorów na mocy artykułu nr 107 traktatu wersalskiego przyznała po przegranej przez Niemcy I wojnie światowej Stocznię Cesarską Wielkiej Brytanii, Francji, Włochom i Japonii. Państwa te według ustaleń traktatu wersalskiego miały przekazać tę stocznię Polsce lub Wolnemu Miastu Gdańsk, ubiegającym się o jej eksploatację lub miały znaleźć inne rozwiązanie. Na wniosek alianckiej Komisji podziału majątku poniemieckiego utworzono międzynarodową spółkę akcyjną z udziałem kapitału polskiego (20%), Wolnego Miasta Gdańska (20%), Wielkiej Brytanii (30%) i Francji (30%). Stocznia otrzymała angielską nazwę The International Shipbuilding and Engineering Company Limited (Międzynarodowe Towarzystwo Budowy Statków i Maszyn Spółka Akcyjna), a po niemiecku Danziger Werft und Eisenwerkstatten Aktiengesellschaft, przy czym prócz stoczni, towarzystwo to eksploatowało warsztaty taboru kolejowego na Przeróbce.
- okres międzywojenny – rząd Polski zabiegał o zwiększenie wpływów w stoczni, podobnie jak popierane przez Niemcy Wolne Miasto Gdańsk.
- 1937 – kapitał brytyjski został wykupiony przez Niemców,
- 1939 – po wybuchu wojny całą stocznię przejęło najpierw Wolne Miasto Gdańsk, a następnie – w 1940 roku – państwo niemieckie.
- Okres II wojny światowej w historii obydwu stoczni charakteryzuje się produkcją na potrzeby Kriegsmarine, głównie okrętów podwodnych. Stocznie gdańskie, jak i samo miasto okupiły wyzwolenie olbrzymimi zniszczeniami.

### Okres powojenny
- 14 czerwca 1945 Departament Morski Ministerstwa Przemysłu utworzył Zjednoczenie Stoczni Polskich z siedzibą w Gdańsku. Pierwszymi decyzjami zjednoczenia było wyznaczenie komisji odpowiedzialnych za przejmowanie od Rosjan zajętych przez nich stoczni. Działania te zakończono 30 sierpnia 1945. Objęły one zarządzanie 11 stoczniami, które funkcjonowały w Wolnym Mieście Gdańsku. Przedsiębiorstwa te ponumerowano:
  - Stocznia Nr 1 – dawna Stocznia Gdańska (Danziger Werft)
  - Stocznia Nr 2 – dawna Stocznia Schichaua
  - Stocznia Nr 3 – dawna Fabryka Wagonów
  - Stocznia Nr 4 – dawna Stocznia Wojana.

Zakładając wykorzystanie w pierwszych latach tylko większych zakładów, głównie dla remontów statków (gdyż takie zadanie stawiano na początku przed organizowanym przemysłem okrętowym), uznano iż największe możliwości ma dawna Stocznia Gdańska.
- W Stoczni Nr 1 13 września 1945 uroczyście zainaugurowano remonty statków. Dodatkową produkcją Stoczni Nr 1 był montaż 1812 ciągników, 20 parowozów i 500 samochodów ciężarowych przysłanych przez UNRRA.
- 1946 – wyremontowano w Gdańsku dwa zatopione podczas wojny doki pływające i uruchomiono wydział mechaniczny, co pozwoliło rozpocząć remonty jednostek pływających. W 1946 roku dokonano napraw 166 statków, przyjęto też do całkowitej odbudowy duży statek towarowy Warthe, który został zatopiony w Gdyni w 1944 roku. Prace na tej jednostce ukończono 6 maja 1949 roku i przekazano ją polskiemu armatorowi pod nazwą „Warta” (od 1953 roku „Prezydent Gottwald”). Do końca 1947 roku podstawowym zadaniem stoczni gdańskich były remonty różnych jednostek pływających krajowych i zagranicznych. Prace produkcyjne rozpoczęły w owym czasie inne gdańskie stocznie. Stocznia Nr 2 wytwarzała stalowe konstrukcje mostowe i remontowała parowozy, Stocznia Nr 3 przystąpiła do budowy kutrów rybackich i szalup dla Marynarki Wojennej, Stocznia Nr 4 rozpoczęła remonty barek i statków rzecznych. W 1946 roku postanowiono, że przemysł okrętowy ma się rozwijać w ramach ogólnonarodowej gospodarki planowej. W jej ramach opracowano dziesięcioletni plan rozwoju stoczni, który zakładał budowę 164 statków o łącznej nośności 357 000 ton dla polskich armatorów. Zadania te miały wykonać Stocznie Nr 1, Nr 2 i Nr 3.

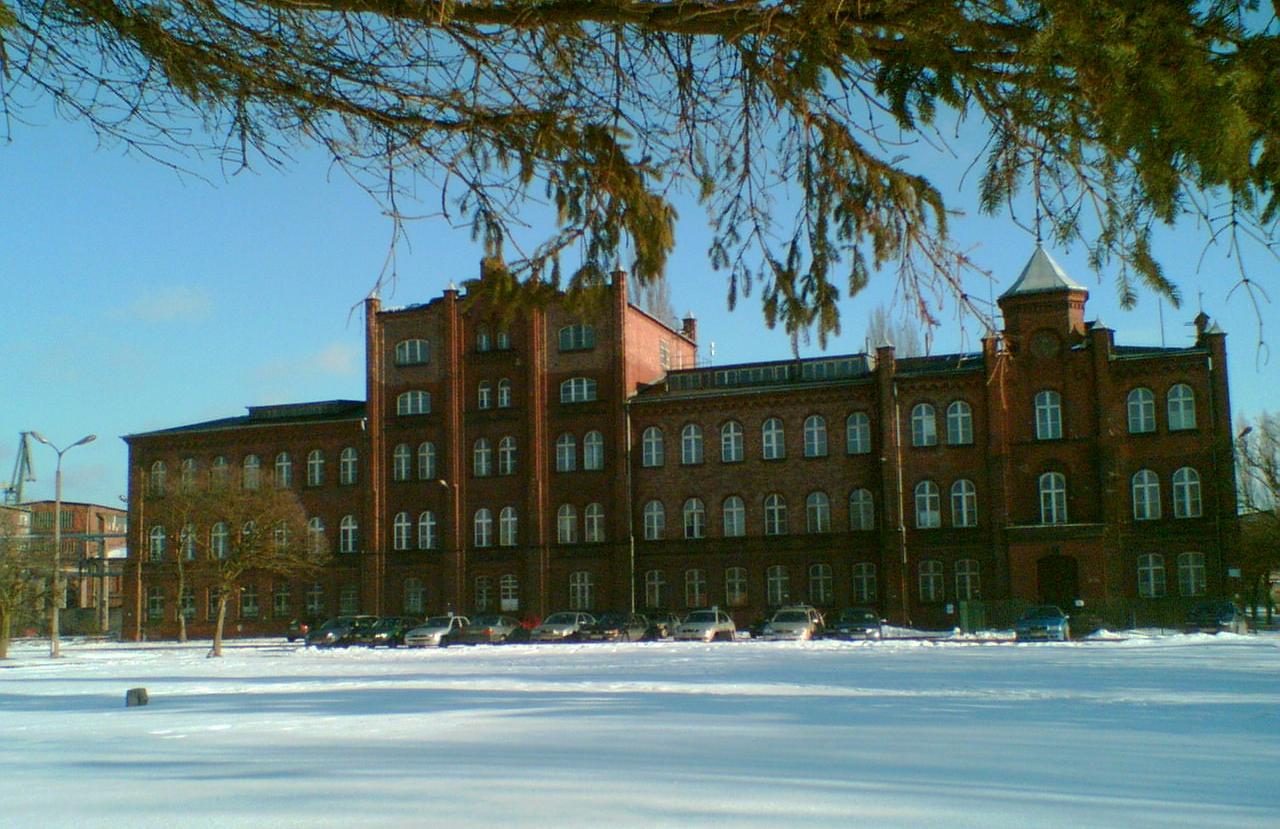
Gmach dyrekcji stoczni (do 2002)

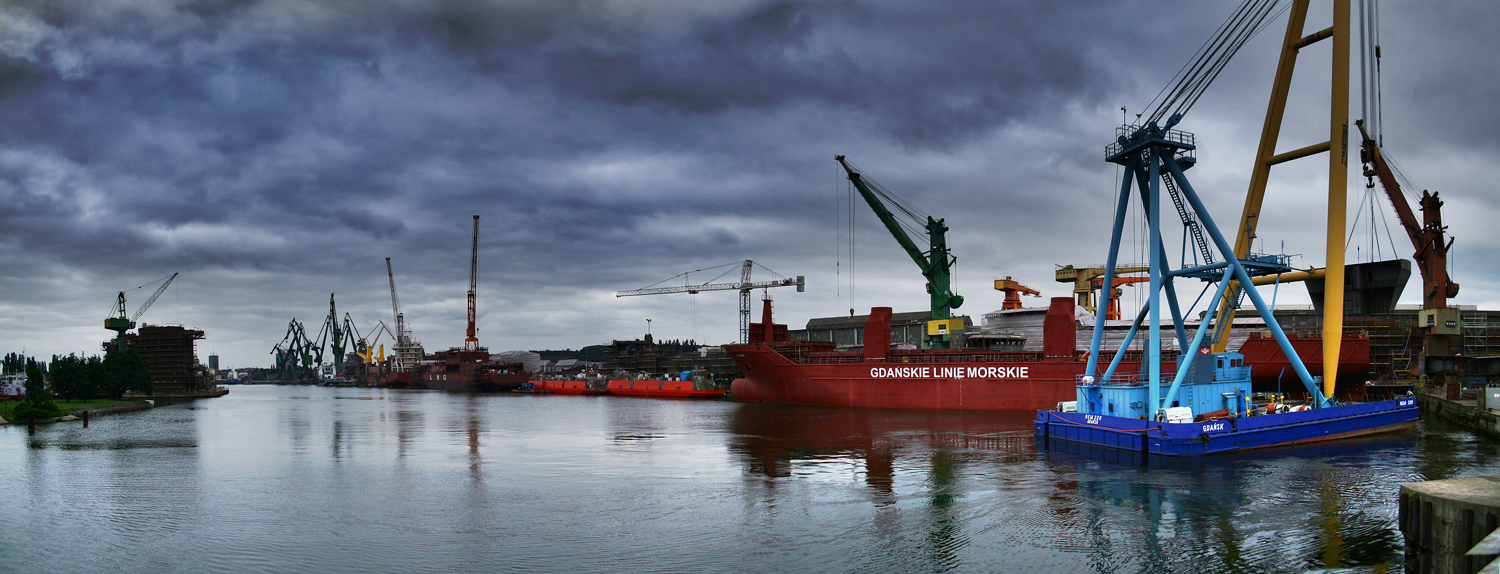
Stocznia Północna w Gdańsku. W oddali, po prawej stronie widoczna grupa dźwigów na pochylniach Stoczni Gdańsk

#### Stocznia Gdańska
- 19 października 1947 – z sąsiadujących Stoczni Nr 1 i Stoczni Nr 2 utworzono Stocznię Gdańską. W tym samym roku podjęto w tym zakładzie budowę stalowych kutrów rybackich typu B368 zaprojektowanych przez polskich okrętowców. Pracami kierował inż. Jerzy Doerffer, późniejszy profesor Politechniki Gdańskiej. Opracował on nowatorskie rozwiązanie procesu konstrukcyjnego, polegające na montażu całego kadłuba w obrotowym łożu, co umożliwiło wykonywanie spawania dna i burt kadłuba w pozycji poziomej.
- 3 kwietnia 1948 uroczyście położono stępki pod dwa rudowęglowce o nośności 2540 ton typu B30 (dokumentacja ze stoczni w Hawrze adaptowana w CBKO). Były to pierwsze całkowicie zbudowane w Polsce statki.
- 6 listopada 1948 – wodowanie pierwszego w Polsce zbudowanego po wojnie statku – rudowęglowca Sołdek. Statek nazwano imieniem trasera Stoczni Gdańskiej Stanisława Sołdka.
- Zarządzeniem Ministra Żeglugi z 20 lutego 1950 przekształcono Zjednoczone Stocznie Polskie w Centralny Zarząd Przemysłu Okrętowego (CZPO)[3], a oddziały ZSP – w cztery przedsiębiorstwa państwowe: Stocznia Gdańska[4], Stocznia Północna[5], Stocznia Gdyńska[6] i Stocznia Szczecińska[7].
- 29 września 1950 – rozpoczęcie działalności eksportowej – przekazanie czwartego z serii rudowęglowców typu B30 („Pierwomajsk”) dla ZSRR.
- w 1950 rozpoczęto budowę pochylni A-1 w dawnej Stoczni Nr 1, zbudowano most pontonowy na wyspę Ostrów. Pod koniec 1950 roku budowano statki na wszystkich 9 pochylniach, w 2 kadłubowniach i w 2 dokach pływających, zaś w rok później w basenach wyposażeniowych cumowały 24 statki w różnych stadiach wyposażania. Były wśród nich prototypowe drobnicowce typu B51 o nośności 700 ton i trawler B10 o nośności 420 ton. Nad pochylniami A-3 i A-4 zainstalowano suwnice bramowe o udźwigu 40 ton.
- 1952 – Stocznia Gdańska utworzyła własne biuro konstrukcyjne. Wcześniej dokumentację techniczną statków otrzymywała Stocznia z dwóch źródeł:
  - z Centralnego Biura Konstrukcji Okrętowych (CBKO), powołanego w 1946 roku
  - ze stoczni zagranicznych (Ansaldo(inne języki) w Genui, Stoczni im. Normana w Hawrze oraz stoczni Cockerill w Antwerpii). Od 1949 CBKO opracowywał już kompletną dokumentację techniczną dla wszystkich budowanych w Polsce statków.
- W latach 1953–1955 Stocznia Gdańska podwoiła produkcję: zwodowała 33 kadłuby i przekazała armatorom 35 statków: wśród nich oprócz masowców B32 były trawlery B10 (seria 89 jednostek).
- W 1955 – mając na uwadze stały wzrost eksportu statków rybackich – utworzono wydział K-5, gdzie produkowano z powodzeniem nowoczesne trawlery typu B14, stosując nowoczesną technologię budowy, opartą na potokowo-pozycyjnym wykonywaniu bloków i ich taktowym montażu w kadłub. W okresie maj 1957-luty 1961 przekazano armatorom polskim i radzieckim 45 statków tego typu.
- W połowie lat 50. pod kierunkiem mgr inż. Jerzego Pacześniaka podjęto projektowanie drobnicowca typu B54 o nośności 10 000 ton. W okresie styczeń 1955 – październik 1956 zbudowano i wyposażono pierwszy statek tego typu („Marceli Nowotko”), który został przejęty przez Polskie Linie Oceaniczne. Seria, którą zapoczątkował ten statek, utorowała drogę polskiemu przemysłowi okrętowemu na rynki żeglugowe świata. Stocznia Gdańska zbudowała 29 takich jednostek, z czego 15 dla armatorów polskich. Po zakończeniu budowy trawlerów parowych B14 rozpoczęto budowę nowoczesnych trawlerów przetwórni typu B15 o nośności 1200 ton. W latach 1960–1967 zbudowano ich łącznie 30, w tym część dla przedsiębiorstwa Dalmor. Statki te powstawały na rozbudowanym terenie wydziału K5, który po rozbudowie w 1961 roku otrzymał nazwę Zakładu Budowy Statków „C”. W 1961 roku liczba zbudowanych motorowców przekroczyła liczbę przekazanych do eksploatacji parowców. Ostatnimi statkami o napędzie parowym były bazy śledziowe typu B62 o nośności 9300 ton.
- 14 sierpnia 1958 pierwszy strajk pracowników w Stoczni Gdańskiej rozpoczął się na Wydziale K-3. Zasadniczym powodem były tragiczne warunki pracy i bardzo niskie wynagrodzenia. W strajku wzięli udział także pracownicy wydziału K-2. Przewodniczącym tego protestu był Zbigniew Kamiński wraz z którym m.in. Śmiałowski, Krauze, Władysław Krystaszek, Goliński, Ludwik Piksa i wielu innych upomniało się o prawa pracownicze. Strajk nie trwał długo. Przewodniczący został usunięty ze Stoczni, kolejni strajkujący znaleźli się w urzędzie bezpieczeństwa na kilkudniowych przesłuchaniach, a ci którzy powrócili ukarani zostali dyscyplinarnie, obniżeniem wynagrodzenia, odebraniem prawa do premii i wpisami do akt osobowych.
- W 1960 w Stoczni Gdańskiej było 10 pochylni. Zwodowano wówczas 32 kadłuby o łącznej nośności 207 200 ton (173 476 BRT), co plasowało ten zakład na 5. miejscu wśród stoczni na świecie.
- W 1960 utworzono w stoczni Zakład Budowy Silników „S2”, który produkował silniki na licencji firmy Burmeister & Wain. W 1961 uruchomiono pierwszy silnik który otrzymał nazwę „Gdańsk 1”. Egzemplarz tego silnika zmontowano w stoczni z części dostarczonych z Danii, a 40% części wykonano w Stoczni Gdańskiej. Prototypem był silnik 5-cylindrowy, 2-suwowy z doładowaniem pulsacyjnym, nawrotny, typu 562VT2BF-140 o mocy 4008,5 kW (5450 KM). Do 1969 roku zbudowano 35 silników na tej licencji, a także 29 silników 6-cylindrowych typu 662VT2BF-140. W 1971 roku S2 rozpoczęło produkcję silników 7-cylindrowych typu 762VT2BF-140, dostosowanych do zdalnego sterowania.
- W połowie 1962 opuścił w stocznię Gdańską ostatni statek z silnikiem parowym, była nim przemysłowa baza rybacka „Czukotka” na zamówienie radzieckie.
- W 1961 zwodowano unikatowy statek – zbiornikowiec B70 o nośności 19 000 ton. Drugi ze statków tego typu wodowany w 1961 roku („Bałakława”) zawierał milionową tonę nośności statków wodowanych w tej stoczni po 1945 roku. Złożyło się na nią 308 statków.

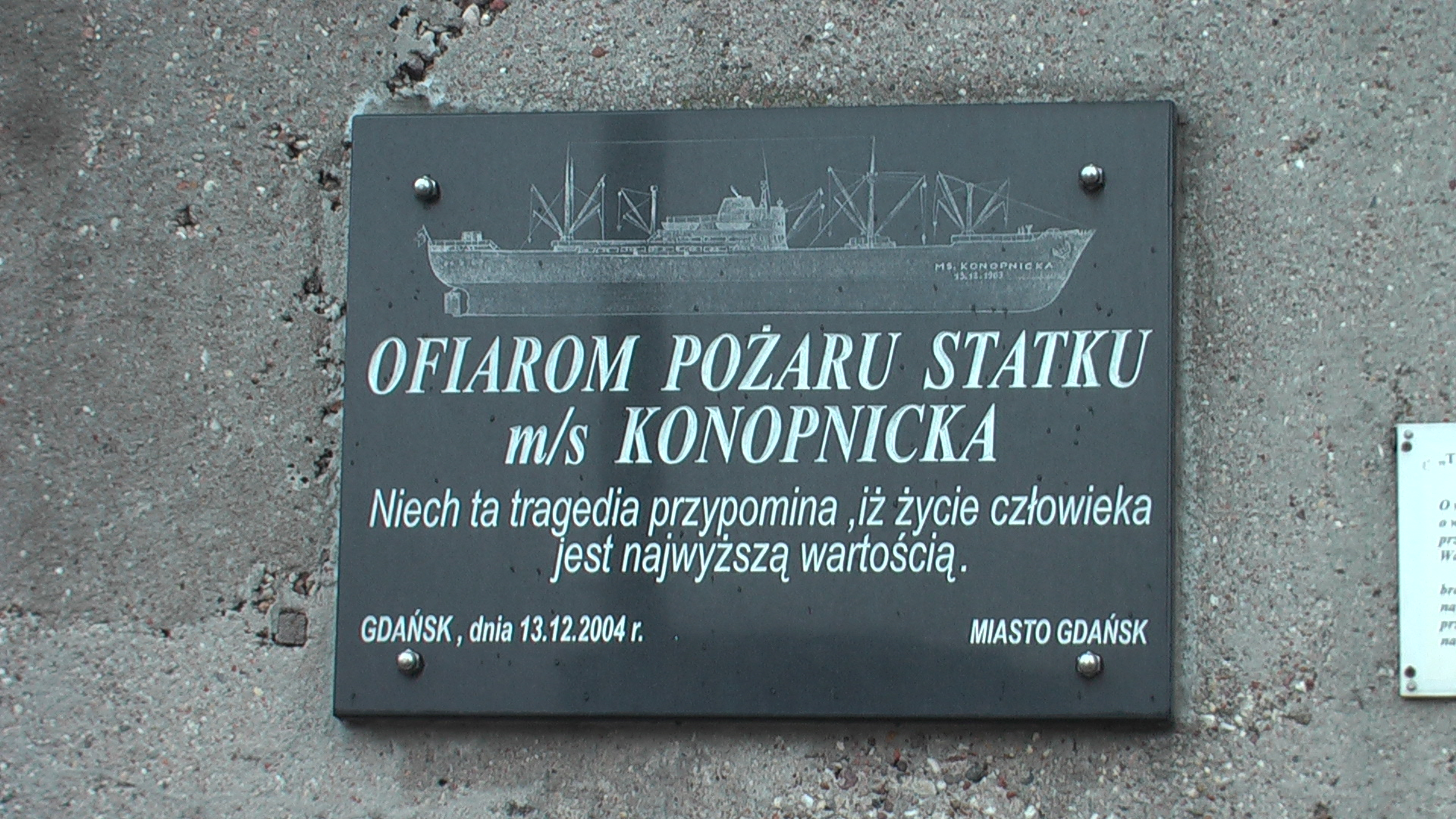
Tablica pamiątkowa w stoczni, ku pamięci ofiar pożaru na MS „Maria Konopnicka”

- 13 grudnia 1961 na będącym w ostatniej fazie budowy (był już po próbach w morzu) motorowcu MS „Maria Konopnicka” z powodu przebicia rurociągu paliwowego wybuchł pożar, w wyniku którego śmierć poniosło 22 stoczniowców pracujących w maszynowni.
- W latach 1960–1968 zbudowano w dwóch seriach 83 statki typów B514 i B45, łączące cechy drobnicowca i masowca.
- Od 1963 roku podstawową produkcję Stoczni Gdańskiej stanowiły statki rybackie przeznaczone do obsługi rybołówstwa pełnomorskiego oraz drobnicowce, oprócz nich produkowano także bardzo zaawansowane, nowatorskie w światowym okrętownictwie statki bazy rybackie, łączące w sobie cechy: przetwórni, chłodniowca, zbiornikowca i statku pasażerskiego. Były to statki typów B-22, B-64, B-67, B-69 oraz B-670.
- W 1961 położono stępkę pod pierwszy statek typu B64 o nośności 10 000 ton. Prototyp „Pioniersk” nie miał pierwowzorów w światowym okrętownictwie. W latach 1964–1967 zbudowano 14 takich statków. Ostatnie z nich, serie B69 oraz B670 były pływającymi fabrykami, nasyconymi urządzeniami przetwórczymi. Badania porównawcze statków-baz zbudowanych dla ZSRR w Japonii, RFN i Polsce, przeprowadzone w 1968 roku, potwierdziły wysoką ocenę użytkowników oraz najlepszą rentowność statków budowanych w Gdańsku. Wprowadzono też do produkcji nowy trawler-przetwórnię typu B26. W okresie 1961–1970 zbudowano 45 takich jednostek. Od 1967 roku budowano równolegle nowy trawler-przetwórnię typu B22 o nośności 1500 ton, następnie zaś kolejne jednostki typów B419, B414, B408 i B671. W długich seriach budowano także nowoczesne drobnicowce typu B44 o nośności 12 500 ton. W okresie 1963–1967 zbudowano 22 takie jednostki. Kontynuację tej serii stanowiły drobnicowce typu B40 o podobnej nośności, z wersją B442, budowaną dla polskiego armatora w latach 1968–1972.
- W 1967 zbudowano w stoczni dla armatora norweskiego prototypowy statek typu B459 o nośności 2280 ton („Gdańsk”), tzw. „paragrafowiec” – dostosowany do przewozu drobnicy, ładunków masowych i drewna w ilości ograniczonej przepisami rejestrowymi tonażu. W ciągu dwóch lat dostarczono do Norwegii 6 takich statków. W 1968 roku zbudowano dla Norwegii jeden paragrafowiec typu B448 o jeszcze bardziej skomplikowanym wyposażeniu, dostosowany do żeglugi w kanałach Sueskim oraz Panamskim, a także na amerykańskich Wielkich Jeziorach.

#### Stocznia Gdańska im. Lenina

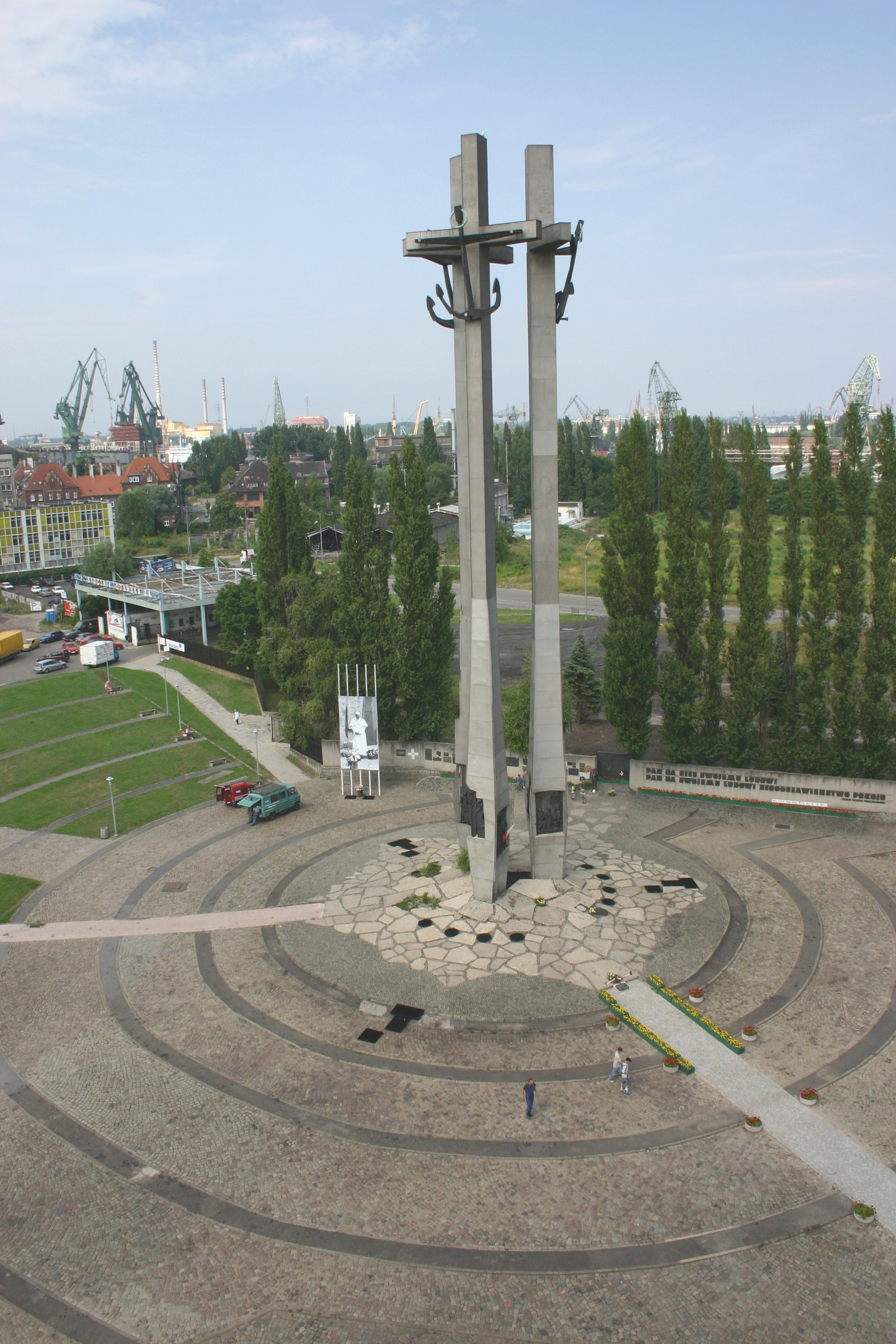
Pomnik Poległych Stoczniowców

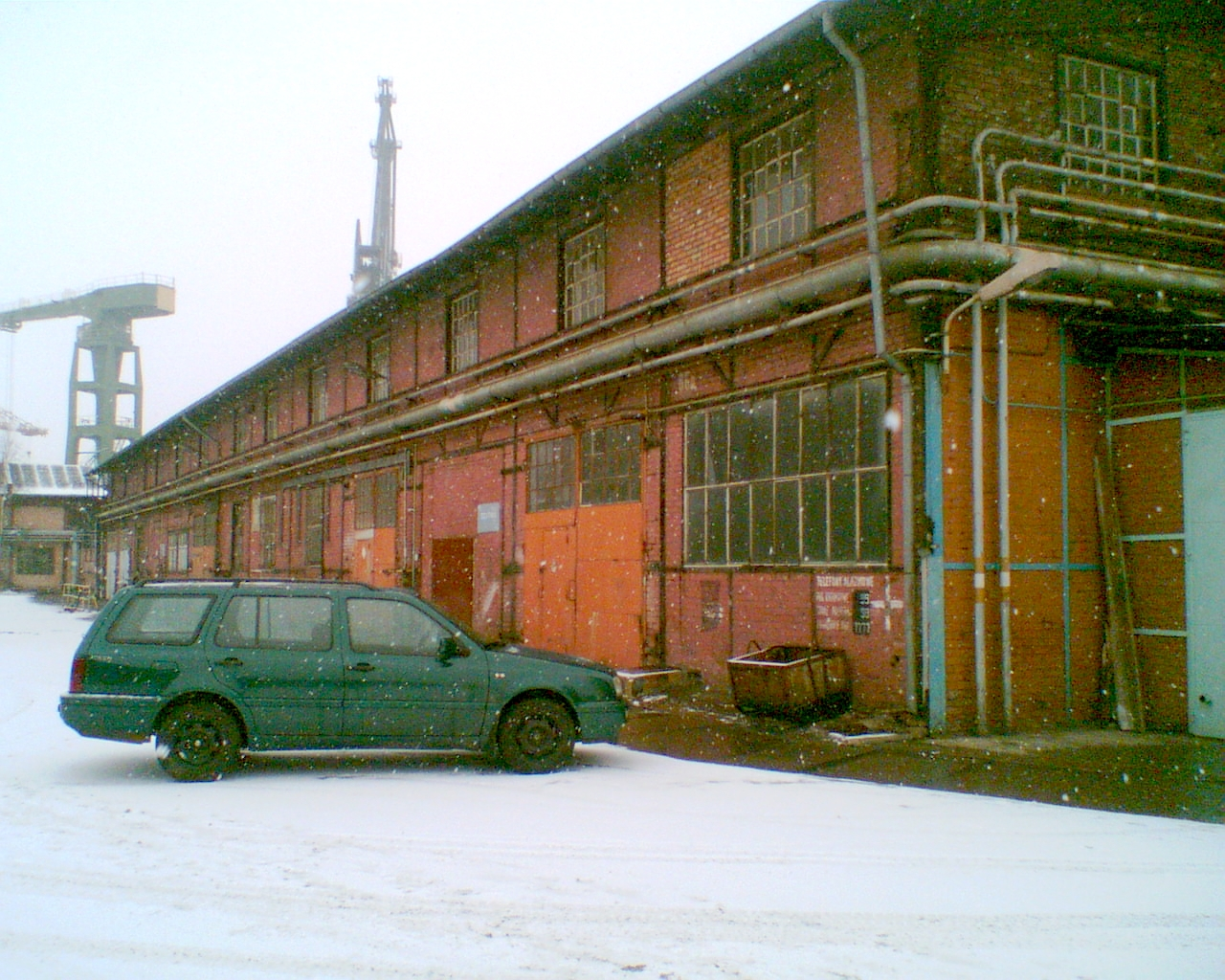
Warsztat elektryczny, w którym w latach 80. pracował Lech Wałęsa

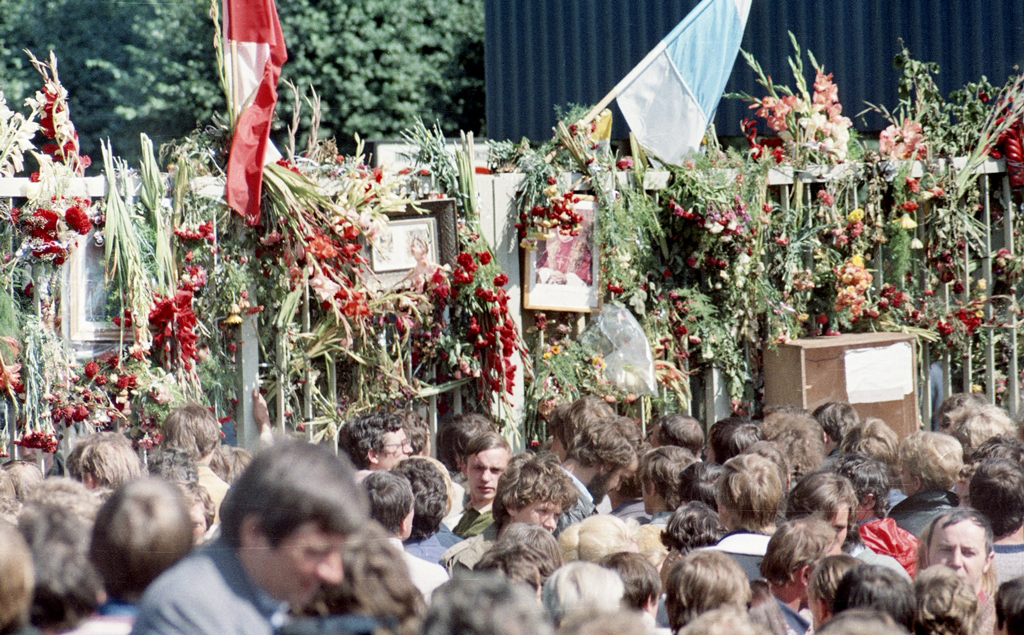
Brama Nr 2 Stoczni podczas strajków sierpniowych 1980

- 15 kwietnia 1967 Stocznia Gdańska otrzymała imię Włodzimierza I. Lenina (Stocznia Gdańska im. Lenina).

- Grudzień 1970
  - 14 grudnia ogłoszono podwyżkę cen mięsa i innych artykułów żywnościowych. Spowodowało to wybuch strajku w Stoczni Gdańskiej, a następnie w innych stoczniach i zakładach całego Wybrzeża. (Zobacz więcej: wydarzenia grudniowe)
  - Przeciw strajkującym stoczniowcom użyto uzbrojonych oddziałów wojska, które z ostrej broni zaatakowały strajkujących stoczniowców w Gdańsku (16 grudnia), a także idących do pracy stoczniowców gdyńskich (17 grudnia). Od kul zginęło wówczas kilkadziesiąt osób. Ich dokładna liczba nie jest znana do dziś.

- 1971 Strajkujący stoczniowcy wybrali swoich przedstawicieli i powołali Rady Robotnicze jako niezależny organ doradczy kierownictwa poszczególnych wydziałów (np. na wydziale „K-3” w składzie dziesięcioosobowym. Przewodniczący Ludwik Piksa) i osobno Radę Robotniczą Stoczni Gdańskiej. Krótko po wydarzeniach radomskich w 1976 roku Rady Robotnicze zostały odgórnie rozwiązane.

- Lata 1971–1975. Inwestycje przeprowadzone w Stoczni Gdańskiej objęły przebudowę pochylni B1, B2, B3 i B4 (m.in. z pochylni „B1” i „B2” powstała półdokowa – najlepsza w chwili obecnej pochylnia B1 Stoczni Gdańskiej, umożliwiająca budowę statków do szerokości PANAMAX), zakup sprowadzonych z Finlandii nowoczesnych dźwigów Kone o udźwigu do 150 ton oraz budowę nowoczesnej hali obróbki i prefabrykacji (COOPK-Centralny Ośrodek Obróbki i Prefabrykacji Kadłubów). Nie wszystkie planowane w tym czasie inwestycje zostały dokończone, co spowodowało, iż Stocznia Gdańska pozostała najbardziej niedoinwestowanym i najmniej unowocześnionym przedsiębiorstwem wśród polskich stoczni.

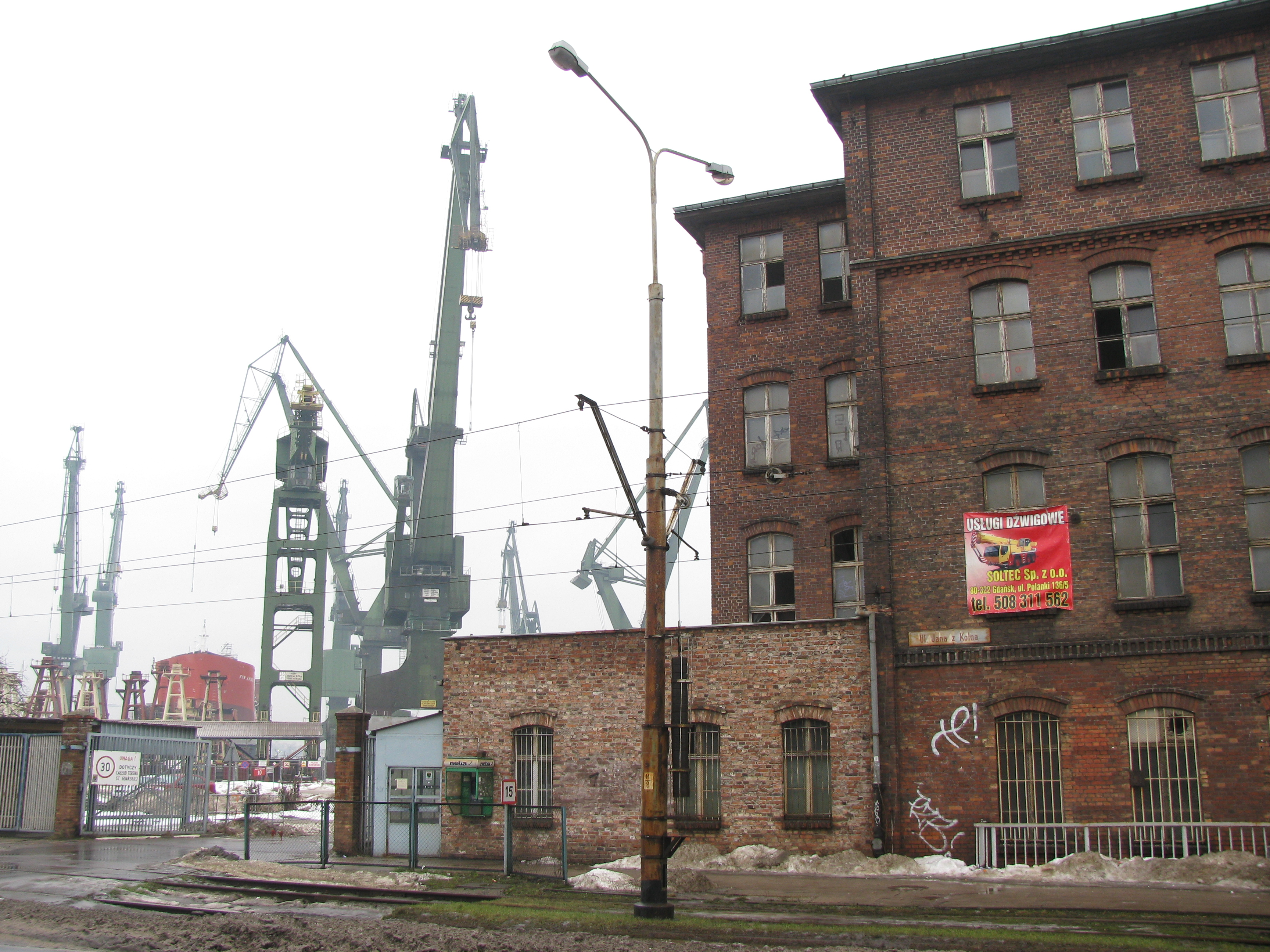
III brama Stoczni Gdańskiej

- W latach 70. XX wieku Stocznia Gdańska budowała, głównie dla ZSRR, kolejne trawlery-przetwórnie i bazy rybackie. Powstawały jednak także inne statki, np. dla Morskiego Instytutu Rybackiego w Gdyni – nowoczesny statek naukowo-badawczy „Profesor Siedlecki” (1972). W latach 1975–1976 dostarczono armatorowi meksykańskiemu 6 nowoczesnych sejnerów tuńczykowych typu B415. W produkcji statków rybackich Stocznia Gdańska zajmowała na początku lat 70. drugie miejsce na świecie. Oprócz statków do połowu i przetwarzania ryb Stocznia Gdańska budowała także statki do przewozu ryb. Chłodniowce typu B443 o nośności 4400 ton, prototypem których była jednostka „Aleksandra Kołłątaj” (1970) budowano w latach 1970–1973 – łącznie 12 sztuk.

- W grudniu 1970 roku przekazano brazylijskiej marynarce handlowej prototyp drobnicowca-kontenerowca typu B444 „Amaralina”, który w tym czasie był jednym z najnowocześniejszych statków na świecie. Głównym projektantem tego statku był Zygmunt Oleszko. W 1974 roku przystąpiono do budowy dla ZSRR jeszcze większych chłodniowców (B437) o nośności 5500 ton. Statki takie zbudowano też dla polskiego przedsiębiorstwa Transocean (4 statki typu B364 o nośności 5500 ton w latach 1986–1988, zaś w latach 1990–1991 kolejne dwa – o większej nośności: 6200 ton). Poza statkami Stocznia Gdańska budowała silniki napędu głównego. Od 1973 roku budowano nowy typ silnika – 5K62EF. Był to silnik nienawrotny, dostosowany do poruszania śruby nastawnej. Miał 5 cylindrów. Do czasu zaprzestania budowy silników napędu głównego w 1990 roku Stocznia Gdańska wyprodukowała 122 silniki różnych typów. Ponadto wytwarzano w Stoczni Gdańskiej kotły okrętowe i różnego rodzaju wciągarki.

- Od 1970 roku Stocznia Gdańska rozpoczęła budowę statków przeznaczonych do transportu kontenerów. Początkowo były to zmodyfikowane drobnicowce typu B444, następnie – w poprawionej wersji – B434 (o nośności 12 000 ton), przekazywane dla armatorów z Brazylii, Kolumbii i Ekwadoru. W latach 1973–1979 budowano podobne jednostki typu B438 dla Polskich Linii Oceanicznych oraz dla Brazylii. Od połowy lat 70. Stocznia Gdańska produkowała klasyczne kontenerowce komorowe typu B463 o nośności 23 400 ton i pojemności 1416 TEU dla armatorów z Europy Zachodniej (RFN, Holandia, Francja, Wielka Brytania). W końcu lat 80. stocznia zbudowała dla PLO trzy kontenerowce typu B355 (nośność 22 800 ton, pojemność 1700 TEU, pierwszy z nich nosił nazwę Hipolit Cegielski i został przekazany armatorowi w 1988 roku).

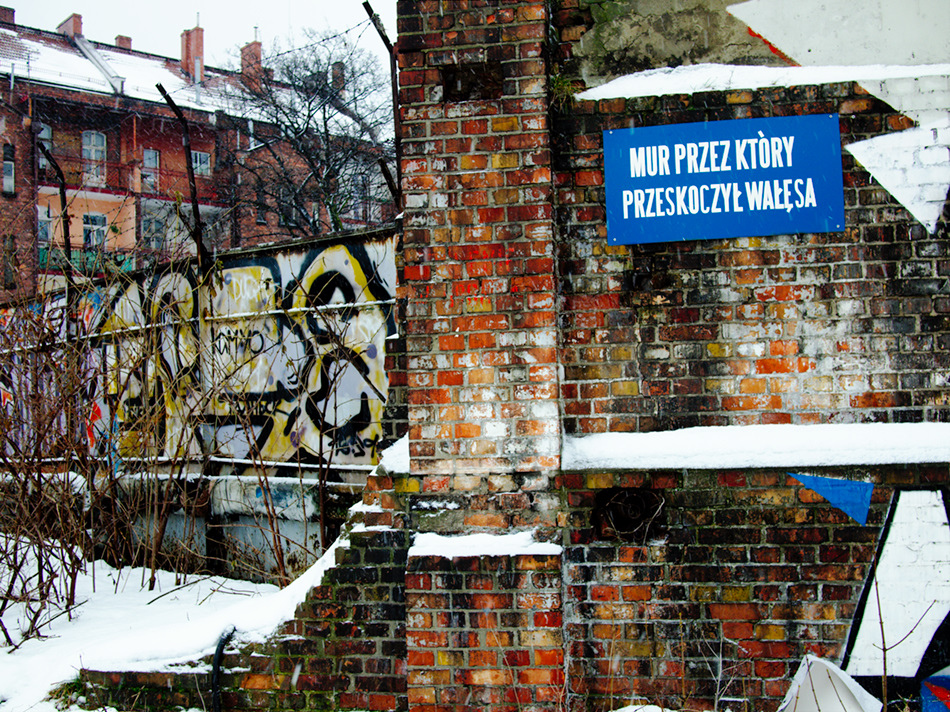
Mur, przez który miał przeskoczyć Lech Wałęsa

- Od 1976 roku Stocznia Gdańska produkowała wysoce skomplikowane pod względem konstrukcyjnym i technicznym statki typu RORO. Rozpoczęła je seria B481 o nośności 17 300 ton (prototyp: „Skulptor Konenkov”, przekazany armatorowi z ZSRR w 1976, dziesiąty z tej serii statek przekazano ZSRR w 1986 roku). W 1977 roku zbudowano dla armatora fińskiego pierwszy pojazdowiec typu B489 o nośności 8840 ton. Stocznia budowała także, choć z ogromnymi problemami, prom pasażersko-samochodowy „Stena Scandinavica” (ukończony przy udziale obcych firm w 1987 roku).

- Sierpień 1980 przyniósł kolejne wielkie wydarzenia w Polsce i Stoczni Gdańskiej. Ogromne problemy ekonomiczne i społeczne (trudności w zaopatrzeniu w podstawowe środki spożywcze, przy trwającym cały czas eksporcie żywności do ZSRR, walka władz z rozwijającą się coraz bardziej opozycją demokratyczną, ograniczenia swobody słowa, brak perspektyw na poprawę warunków życia) powodowały niezadowolenie społeczeństwa, wyrażone m.in. w lipcowym proteście kolejarzy lubelskich przeciw wywożeniu żywności z Polski do ZSRR. Rozpoczęty 14 sierpnia 1980 strajk okupacyjny załogi Stoczni Gdańskiej im. Lenina w obronie zwalnianej ze Stoczni Gdańskiej przywódczyni ruchu robotniczego: suwnicowej Anny Walentynowicz, przekształcił się po trzech dniach w ogólnopolski protest społeczeństwa przeciw władzy komunistycznej. Do Stoczni Gdańskiej przyjechali delegaci kolejnych strajkujących zakładów, tworząc Międzyzakładowy Komitet Strajkowy. 21 postulatów strajkowych zapisanych na drewnianej tablicy, wiszącej nad Bramą nr 2 Stoczni, których spełnienie przez władze komunistyczne było warunkiem zakończenia strajku (jako jeden z najważniejszych postulatów było żądanie wolnych związków zawodowych) zawierało istotne żądania społeczeństwa demokratyzacji Polski i poprawy warunków życia ludzi. Postulaty te zostały umieszczone w czerwcu 2004 roku na liście programu UNESCO „Pamięć Świata”. Protest pracowniczy wsparty przez intelektualistów i całe społeczeństwo przekształcił się następnie w ogólnopolski ruch społeczny „Solidarność”. Strajki robotnicze objęły całą Polskę.
- 31 sierpnia 1980 wicepremier rządu PRL Mieczysław Jagielski – jako przewodniczący strony rządowej i Lech Wałęsa jako przewodniczący Międzyzakładowego Komitetu Strajkowego podpisali w dawnej sali BHP Stoczni Gdańskiej porozumienie o zakończeniu strajku. Dzień wcześniej podobne porozumienie ze strajkującymi robotnikami strona rządowa podpisała w Stoczni Szczecińskiej. Usunięci zostali ze swoich stanowisk najważniejsi politycy i działacze partyjni, m.in. I sekretarz KC PZPR Edward Gierek i premier Piotr Jaroszewicz. U władzy pozostali jednak inni dotychczasowi czołowi działacze PZPR ze Stanisławem Kanią i gen. Wojciechem Jaruzelskim na czele.
- W rekordowym tempie w stoczniowym Biurze Konstrukcyjnym zaprojektowano (według pomysłu gdańskiego konstruktora Bogdana Pietruszki oraz Wieslawa Szyslaka) i w Stoczni Gdańskiej zbudowano wspaniały pomnik upamiętniający robotników zabitych w czasie wydarzeń grudniowych 1970 roku w Gdańsku. Pomnik ten uroczyście odsłonięto w 10. rocznicę tych wydarzeń, 16 grudnia 1980 roku.
- Ożywienie społeczne, pełen nadziei na istotne zmiany w życiu społecznym i ekonomicznym Polski okres, bardzo płodny i burzliwy także w Stoczni Gdańskiej, trwały przez prawie cały rok 1981. Sala konferencyjna (dawna sala BHP) była częstym miejscem obrad Krajowej Komisji NSZZ „Solidarność”. Obrady były transmitowane przez radiowęzeł zakładowy na całą stocznię, której załoga była w dalszym ciągu bardzo zaangażowana w ruch przemian w Polsce.

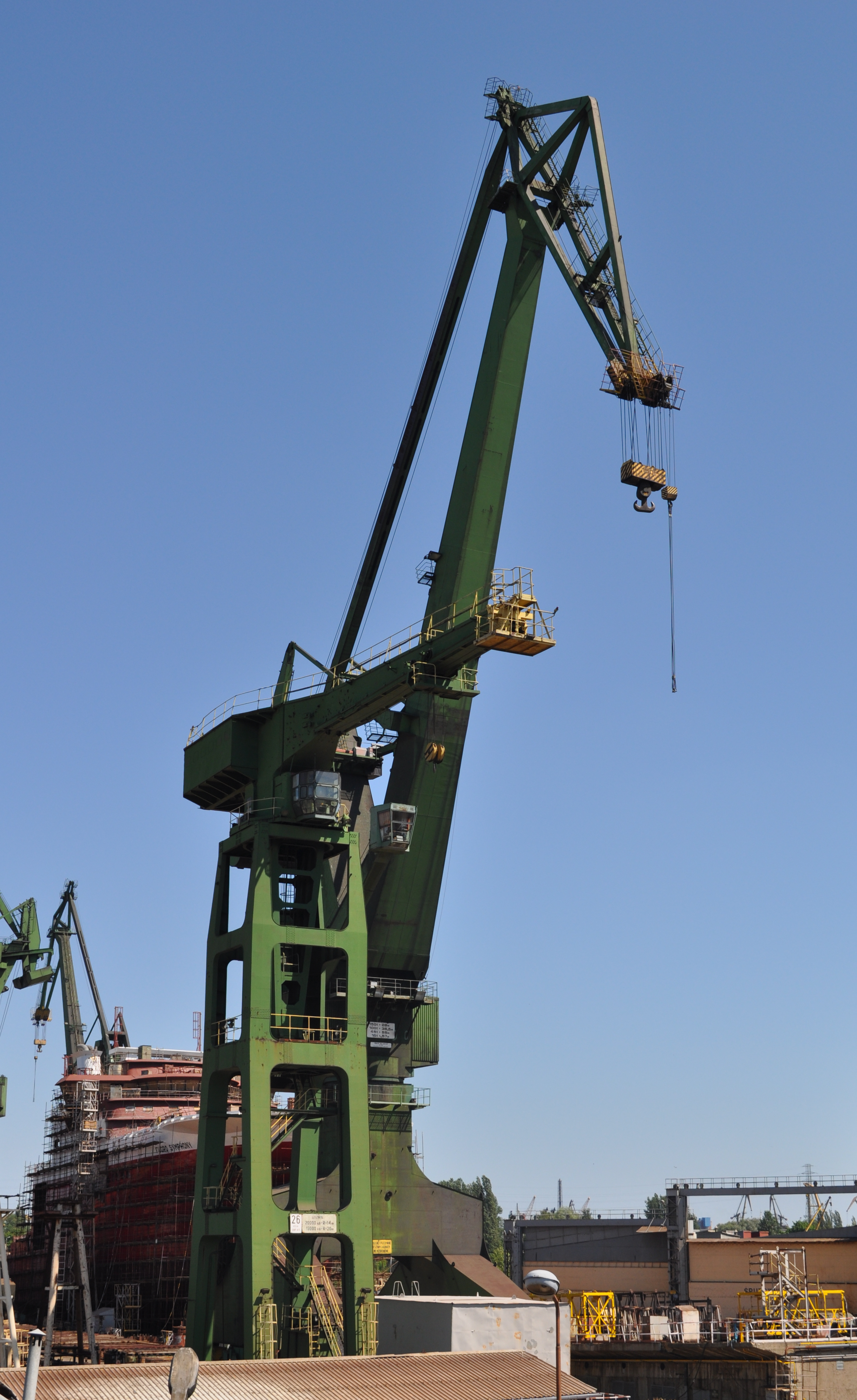
Dźwig stoczniowy

- Wzrastające w końcu 1981 roku napięcie w stosunkach „Solidarność” – władze państwowe osiągnęło swoje apogeum w niedzielę, 13 grudnia, kiedy I sekretarz KC PZPR i premier rządu, generał Wojciech Jaruzelski ogłosił wprowadzenie stanu wojennego. Zdelegalizowano NSZZ „Solidarność”, uwięziono lub internowano najaktywniejszych działaczy społecznych, wprowadzono cenzurę prasy i wydawnictw, radia i telewizji. Wprowadzono godzinę milicyjną, wprowadzono podsłuch rozmów telefonicznych i cenzurę przesyłek pocztowych, ograniczono możliwość poruszania się, wprowadzono kartki na żywność. Na ulice wprowadzono wojsko i oddziały ZOMO. Stoczniowcy gdańscy, którzy w poniedziałek, 14 grudnia 1981 przyszli do pracy, na zebraniach załogi podjęli decyzję o strajku okupacyjnym. W nocy do stoczni wkroczyły uzbrojone oddziały ZOMO, które siłą wyprowadziły strajkujących ze stoczni. Strajk okupacyjny część załogi kontynuowała następnego dnia, 15 grudnia. Oddziały ZOMO po raz kolejny siłą usunęły strajkujących ze stoczni. 16 grudnia nastąpiła ostateczna pacyfikacja Stoczni przez ZOMO. Zarządzona została przymusowa przerwa w funkcjonowaniu Stoczni, trwająca do drugiej połowy stycznia 1982 roku. Na teren Stoczni wprowadzono wojsko uzbrojone w transportery opancerzone i czołgi. Po wznowieniu pracy, poprzedzonym weryfikacją pracowników, Wojskowa Rada Ocalenia Narodowego (WRON) wyznaczyła wojskowego komisarza, który nadzorował sytuację społeczno-polityczną w Stoczni, przeprowadzając m.in. częste surowe kontrole na wydziałach. Zwolnieni ze Stoczni pracownicy i działacze „Solidarności”, a także rodziny uwięzionych i internowanych działaczy robotniczych otrzymywali w tym okresie ogromną pomoc duchową, finansową i rzeczową od ks. Henryka Jankowskiego, proboszcza parafii św. Brygidy, na którego ręce napływała wielka pomoc charytatywna z Zachodu.

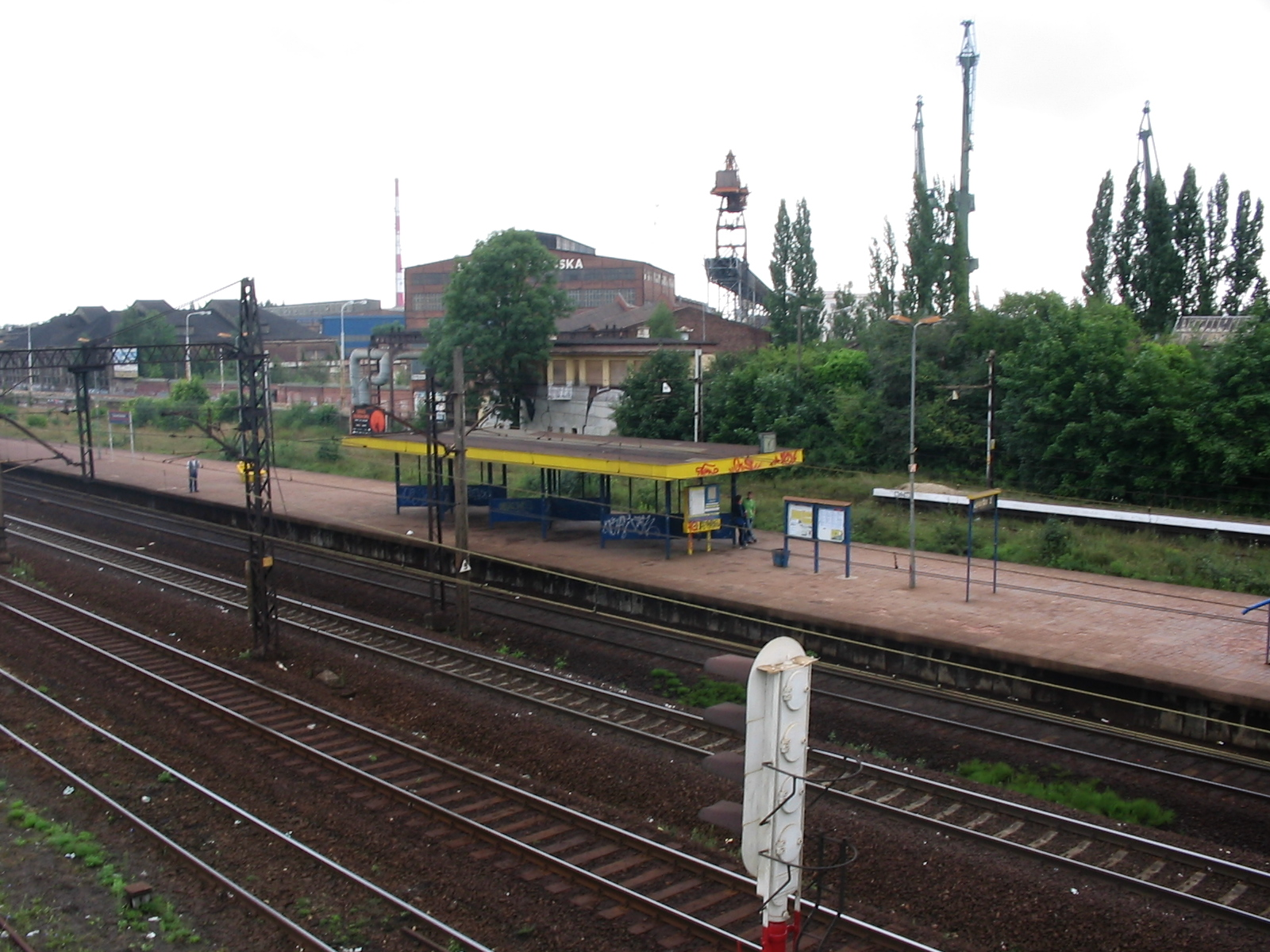
Gdańsk Stocznia – przystanki kolejki, którą dojeżdżało do pracy wielu pracowników stoczni

- Lata 80. były w Stoczni Gdańskiej w szczególności, a także w całej Polsce, okresem ogromnego marazmu i niezadowolenia społecznego z rozbudzonych i niespełnionych nadziei na demokratyzację struktur państwa i unowocześnienie kraju. Nie zmieniło tej sytuacji zniesienie stanu wojennego 22 lipca 1983 roku. W czerwcu 1987 roku papież Jan Paweł II składając kwiaty i modląc się pod pomnikiem Poległych Stoczniowców był otoczony przez oddziały ZOMO, a stoczniowców nie dopuszczono w okolice pomnika.
- W latach 80. zaprojektowano (pod kierunkiem Zygmunta Chorenia) i zbudowano w Stoczni Gdańskiej kilka typów żaglowych statków szkolnych i specjalnych. Pierwszym z nich była „Pogoria”, szkolny żaglowiec typu B79 przekazany armatorowi w 1980 roku. Następne dwa takie żaglowce, o nieco zmienionym ożaglowaniu, zbudowano dla Marynarki Wojennej (1982 – ORP „Iskra” dla Polski i „Kaliakra” dla Bułgarii).
- W 1982 roku przekazano też do eksploatacji żaglowiec szkolny typu B95 Dar Młodzieży, który zastąpił wysłużony „Dar Pomorza”. W latach 1987–1991 w Stoczni Gdańskiej wybudowano 5 dużych żaglowców szkolnych typu B810 dla ZSRR („Drużba”, „Mir”, „Cherson”, „Pallada”, „Nadieżda”). Ostatni z nich kończony był w okresie poważnych trudności, jakie przeżywała Stocznia Gdańska i został odebrany dopiero w 1992 roku.

#### Stocznia Gdańska im. Lenina w likwidacji

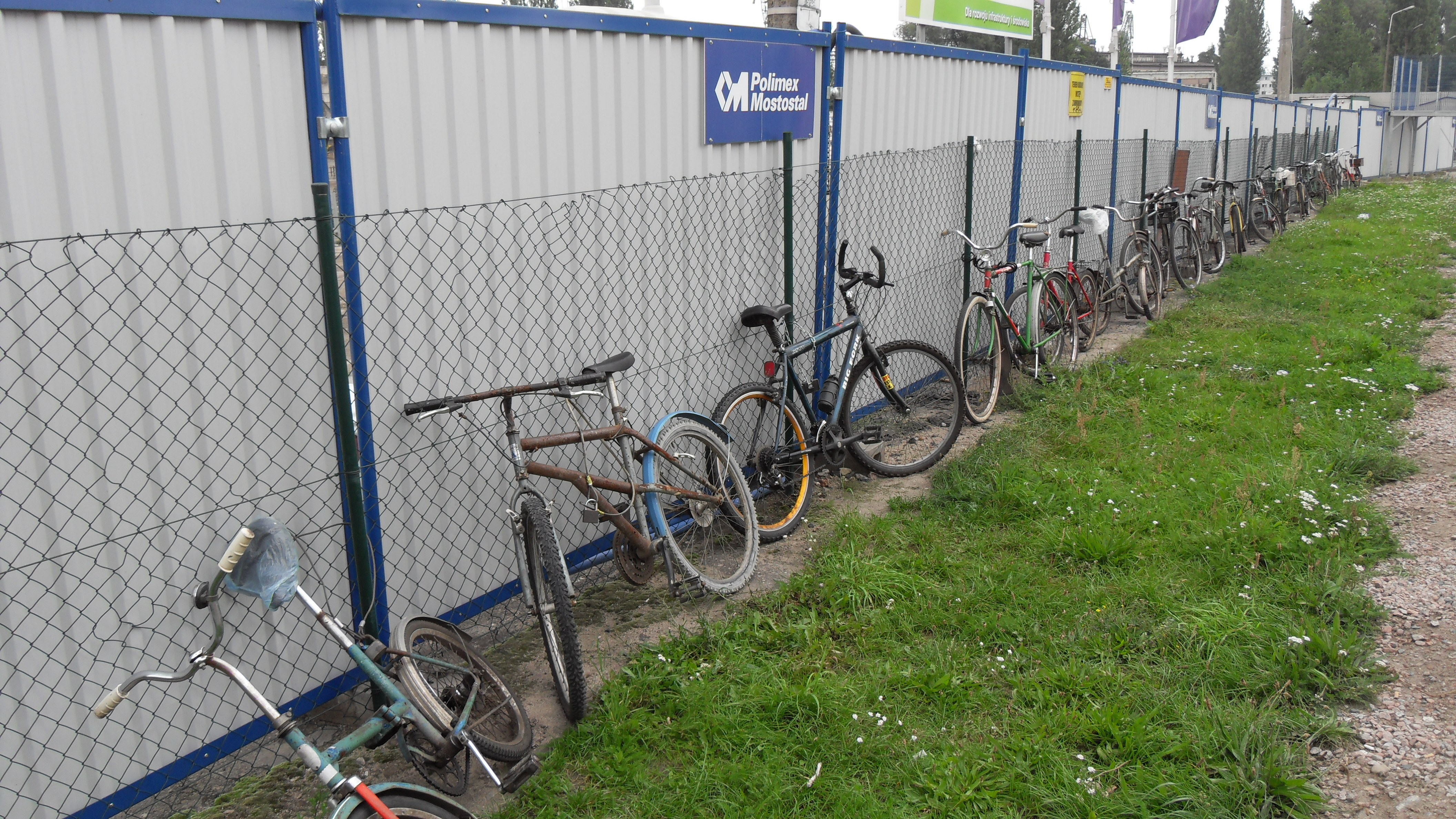
Rower to podstawowy środek transportu po rozległym terenie stoczni

- 1 listopada 1988 mimo najlepszych wyników ekonomicznych ze wszystkich liczących się stoczni polskich, Stocznia Gdańska została postawiona w stan likwidacji przez rząd premiera Mieczysława Rakowskiego pod pretekstem słabych wyników ekonomicznych.
Unikatowy żaglowy statek wycieczkowy „Gwarek” budowany w tym okresie z braku funduszy nie został ukończony. Jego kadłub przez kilka lat rdzewiał w jednym z basenów Stoczni Gdańskiej, po czym został sprzedany za granicę, przebudowany na luksusowy statek wycieczkowy jako pięciomasztowy żaglowiec, który pływa od 2001 po morzach świata jako „Royal Clipper”

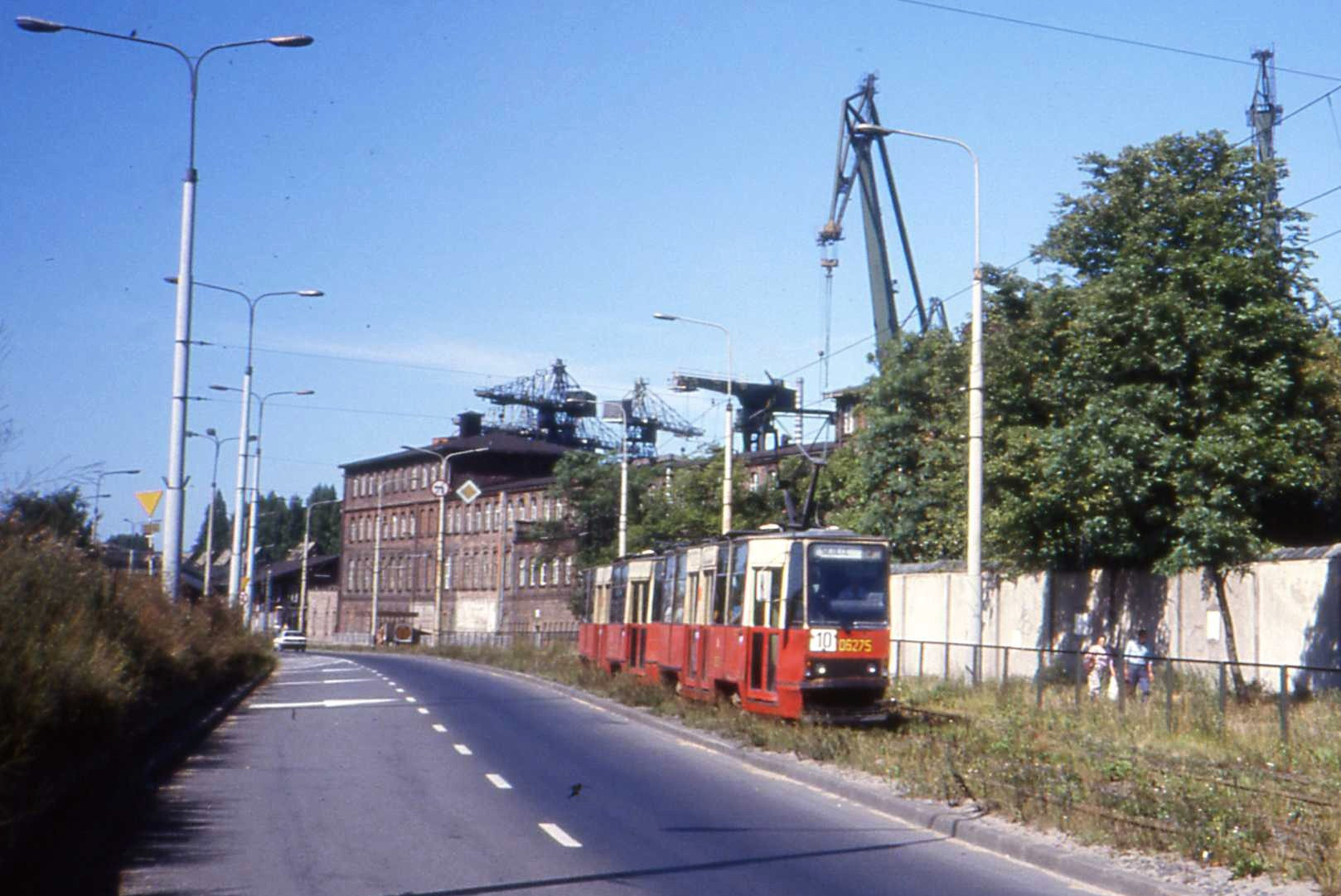
Gdański tramwaj na tle stoczni, 1990

- Pod koniec lat 80. wzrosła znowu aktywność społeczeństwa, domagającego się legalizacji NSZZ „Solidarność” i powrotu na drogę demokratycznych przemian. Miały miejsce kolejne demonstracje robotnicze z udziałem przyjętego ponownie po stanie wojennym do pracy Lecha Wałęsy, laureata pokojowej Nagrody Nobla z 1982, grupowe przemarsze pod Pomnik Poległych Stoczniowców i następnie na mszę św. do parafialnego dla stoczni kościoła św. Brygidy. Władza komunistyczna uznając konieczność przemian zgodziła się na rozmowy z opozycją przy „okrągłym stole”, które doprowadziły do częściowo wolnych wyborów do Sejmu i Senatu w 1989 roku i zmiany ustrojowej w Polsce. Zmianie uległy także warunki ekonomiczne – skończyły się gospodarka planowa, polityczne i ekonomiczne uzależnienie od ZSRR, istnienie RWPG. Ceny statków nie były już ustalane w umownych i niewymienialnych jednostkach walutowych, centralnie, w sposób administracyjny, w dużej mierze jako kompensata za dostawy radzieckiej ropy naftowej, czy też rud żelaza dla polskich hut. Zmieniły się też dotychczasowe warunki finansowania produkcji statków, gdy z powodu chronicznego braku waluty stosowano mechanizm gwarantowanych dopłat wyrównawczych do kontraktów zawieranych z armatorami spoza RWPG, gdy relacje z bankami miały w znacznym stopniu charakter administracyjny. Wszystko to powodowało konserwację nieefektywnych struktur w gospodarce, choć z drugiej strony akurat dla przemysłu stoczniowego, produkującego statki w długim okresie licząc od zawarcia kontraktu do przekazania finalnego produktu armatorowi, stanowiło to element korzystny.

### Po 1990

#### Stocznia Gdańska Spółka Akcyjna
- W nowych warunkach, gdy gospodarka krajowa z dniem 1 stycznia 1990 została przestawiona na zasady rynkowe, drastycznie zmieniła się sytuacja finansowa stoczni, dotychczas funkcjonującej w oparciu o tanie kredyty operacyjne. Dla opanowania hiperinflacji kredyty stały się ogromnie drogie. Cofnięte zostały gwarantowane dopłaty wyrównawcze, także dla kontraktów zawartych wcześniej i statków znajdujących się w budowie. Ważni odbiorcy polskich statków: ZSRR, NRD i inne kraje RWPG, a także krajowi armatorzy, mieli ogromne trudności z finansowaniem zawartych kontraktów. Utrata dotychczasowych rynków zbytu i brak finansowania statków będących w budowie spowodowały lawinowy wzrost zadłużenia Stoczni. Spadek produkcji w stoczniach, a także pogorszenie ich sytuacji finansowej odbiły się natychmiast na całym łańcuchu dostawców i kooperantów, powodując w wielu przypadkach ich upadłość. Dla przetrwania i odrodzenia przemysłu okrętowego konieczna była szybka i głęboka restrukturyzacja stoczni. Konieczne były wejście na nowe rynki (wraz z przyjęciem strategii co do oferty typów i wielkości statków), zahamowanie wzrastającego zadłużenia, oddłużenie zakładów, pozyskanie źródeł finansowania dla nowo zawieranych kontraktów, wprowadzenie zmian w wewnętrznej organizacji stoczni (w szczególności i przede wszystkim pozbycie się wielu przyzakładowych obiektów socjalnych: hoteli pracowniczych, domów, przedszkoli, ośrodków wypoczynkowych, przychodni lekarskich itp.), a przede wszystkim skrócenie cykli budowy statków. Działania poszczególnych stoczni i kooperantów były nieskoordynowane i rozproszone, toteż często były one nieefektywne. Kolejne polskie rządy przyglądały się obojętnie upadającym zakładom gospodarki morskiej. Brak było wiodącej roli rządu w przemianach, takiej, jaka występowała w gospodarkach morskich Niemiec, Hiszpanii, Holandii, Francji itd.
- 1 stycznia 1990 roku Stocznia Gdańska została przekształcona w spółkę akcyjną (Stocznia Gdańska Spółka Akcyjna) z dużym udziałem akcji Skarbu Państwa (ok. 60%) i załogi (ok. 40%). Sytuacja Stoczni Gdańskiej pogarszała się jednak z roku na rok.
- 24 listopada 1994 na terenie Stoczni Gdańskiej miało miejsce tragiczne wydarzenie – w hali sportowo-widowiskowej stoczni, podczas koncertu zespołu Golden Life wskutek podpalenia jednej z drewnianych trybun przez nieznaną osobę wybuchł pożar. W jego wyniku poniosło śmierć 7 osób (3 zginęły na miejscu, 4 zmarły w szpitalu), 282 uczestników zabawy zostało rannych, z czego ponad 100 ciężko.

#### Stocznia Gdańska Spółka Akcyjna w upadłości

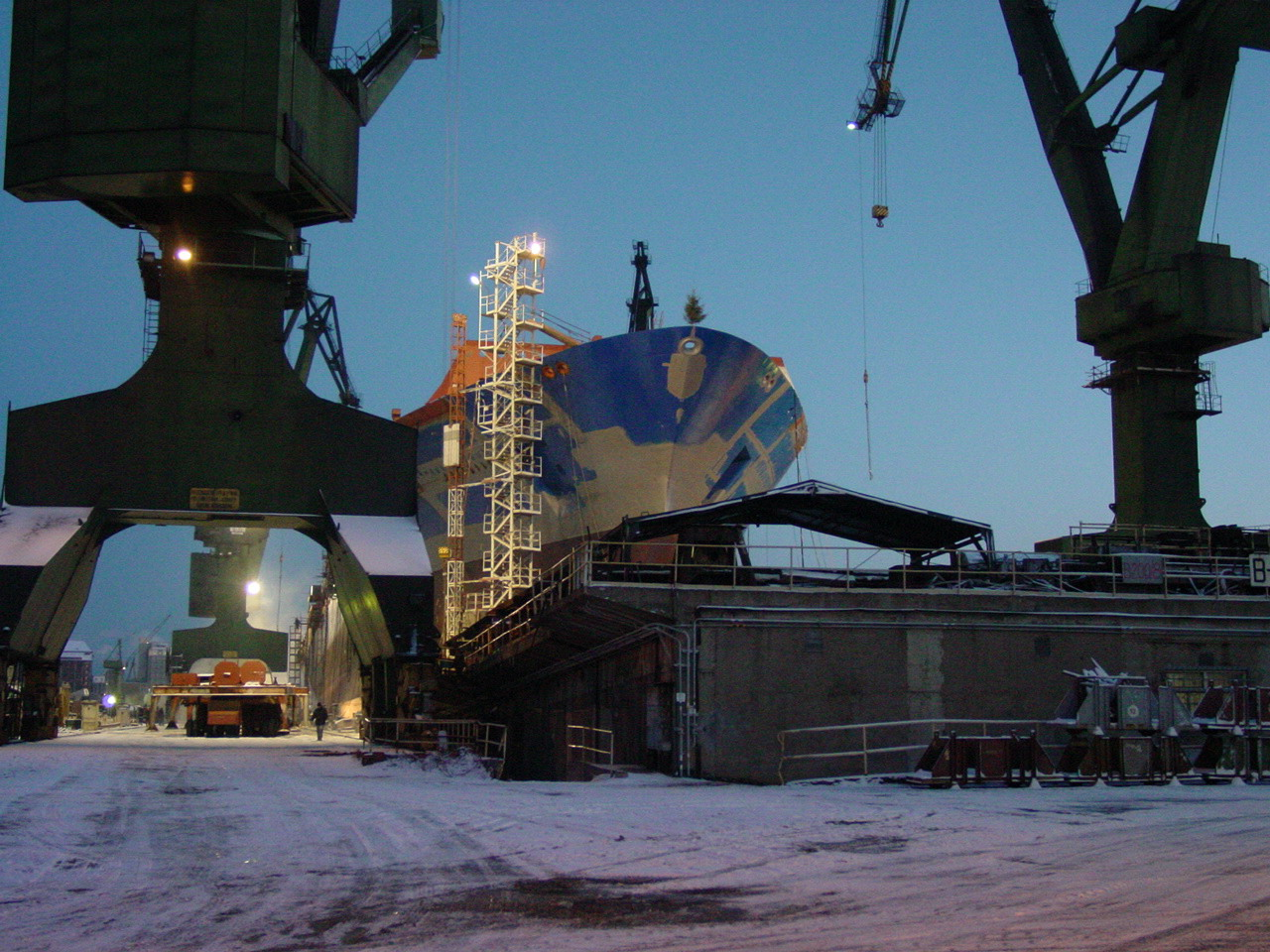
Statek na pochylni B1, przed wodowaniem

- Z powodu narastającego zadłużenia i niewypłacalności w dniu 8 sierpnia 1996 Sąd Rejonowy w Gdańsku ogłosił upadłość spółki[8]. Inne duże stocznie polskie, takie jak: Stocznia Gdynia S.A., Stocznia Szczecińska i Stocznia Północna, będące w podobnej sytuacji, zostały przed taką upadłością uratowane dzięki pomocy rządu polskiego. Po ogłoszeniu upadłości, mimo odejścia wielu doświadczonych pracowników, produkcja statków nie została przerwana.
- Po ogłoszeniu upadłości stoczni, słuchacze audycji „Rozmowy Niedokończone” na antenie Radia Maryja wysunęli pomysł ratowania zakładu. Przy Radiu Maryja zawiązany został Komitet Ratowania Stoczni Gdańskiej i Przemysłu Okrętowego. Na udostępnione przy Radiu Maryja subkonto bankowe można było wpłacać środki przeznaczone na dokapitalizowanie stoczni. Jednak wobec faktu sprzedaży Stoczni Gdańskiej, Radio Maryja poinformowało o możliwości zwrotu wpłaconych pieniędzy, na podstawie okazania dowodu wpłaty bądź polecenia przelewu (Komitet przyjmował jedynie wpłaty imienne z adresem wpłacającego)[9]. W następstwie ogłoszonego komunikatu do Radia Maryja wpłynęły zarówno wnioski o zwrot wpłat, jak i prośby o przekazanie wpłaconych kwot na rzecz Radia Maryja lub na inne cele (m.in. pomoc bezdomnym). 12 maja 2006 roku Prokuratura Krajowa, podobnie jak prokuratura okręgowa, poinformowała, że nie znalazła podstaw by wszcząć śledztwo w tej sprawie[10].

#### Stocznia Gdańska – Grupa Stoczni Gdynia Spółka Akcyjna

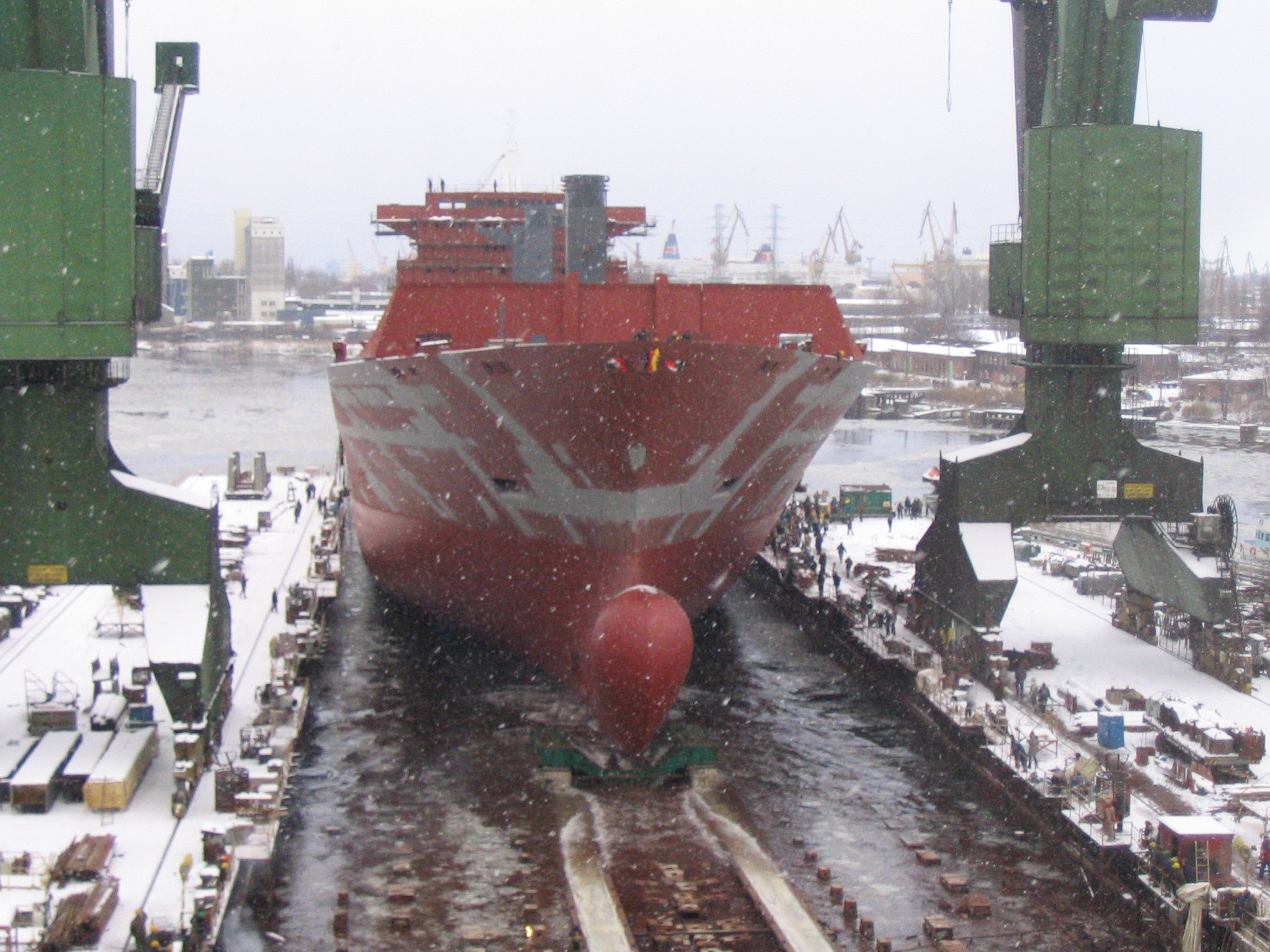
Wodowanie statku na pochylni „B1” (2005)

- W 1998 roku syndyk masy upadłościowej sprzedał funkcjonujący w pełni zakład Trójmiejskiej Korporacji Stoczniowej (będącej własnością Stoczni Gdynia S.A i firmy developerskiej EVIP Progress). Na bazie tego majątku powstała Stocznia Gdańska – Grupa Stoczni Gdynia S.A. Głównym przedmiotem działalności stoczni pozostała budowa statków pełnomorskich, wyposażenia okrętowego, sekcji okrętowych oraz innych konstrukcji stalowych (offshore, elementów mostów, elektrowni wiatrowych itd.). W stoczni wybudowano nowoczesną linię konserwacyjno-malarską umożliwiającą czyszczenie i konserwację sekcji okrętowych i innych konstrukcji stalowych. Stocznia przejęła tradycje, doświadczenia i osiągnięcia Stoczni Gdańskiej, kontynuując jej działalność produkcyjną. Działalność stoczni skoncentrowała się na Wyspie Ostrów na powierzchni 62,5 ha (około 50% dawnego obszaru), gdzie stopniowo przeniesiono większość wydziałów i służb. Właścicielem 100% akcji Stoczni Gdańskiej została Stocznia Gdynia. W latach 1997–2006 zlecała ona Stoczni Gdańskiej, na niekorzystnych ekonomicznie warunkach, budowę zakontraktowanych przez siebie statków oraz sekcji kadłuba. Było to jedną z przyczyn ekonomicznych problemów stoczni. Realizując przedwyborcze deklaracje PIS i Lecha Kaczyńskiego wobec pracowników Stoczni Gdańskiej, rząd Kazimierza Marcinkiewicza podjął decyzję o oddzieleniu (do końca czerwca 2006) Stoczni Gdańskiej od Stoczni Gdynia i sprzedaży jej akcji innemu inwestorowi.

#### Stocznia Gdańsk Spółka Akcyjna

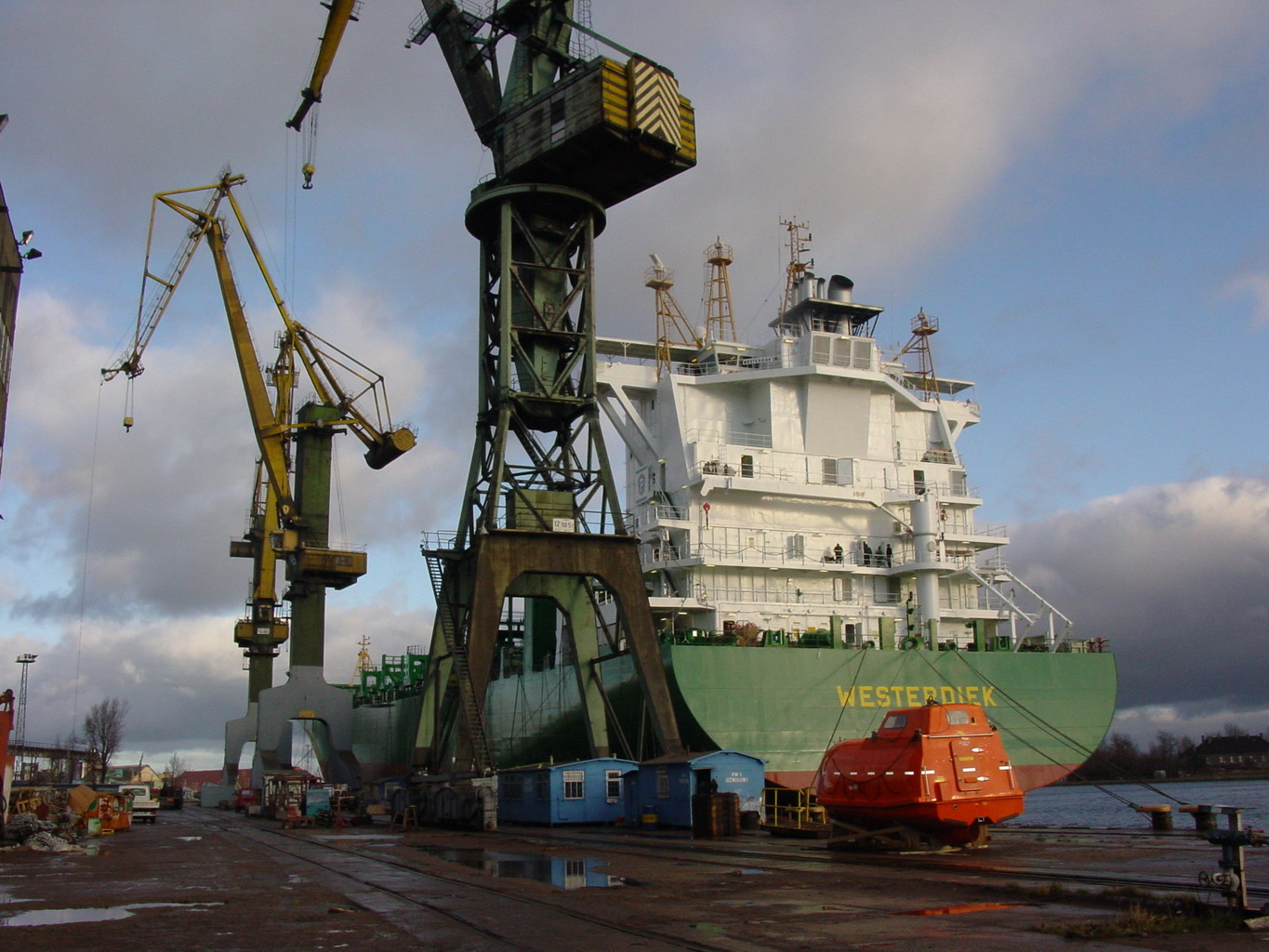
Stocznia Gdańsk, 2007

- W sierpniu 2006 nastąpiła zmiana struktury własnościowej, statutu stoczni oraz jej nazwy. Z nowego statutu spółki wykreślono wszelkie wzmianki o tym, że gdańska spółka w swojej działalności ma uwzględniać interesy i dobro grupy stoczni, do której wcześniej należała. Był to efekt przejęcia od Stoczni Gdynia, za długi, przez Agencję Rozwoju Przemysłu (ARP) 31,25% akcji Stoczni Gdańskiej. Pozostałe 68,75% akcji należało do ARP i jej spółek zależnych (głównie Centrali Zaopatrzenia Hutnictwa w Katowicach).
- 27 września 2006 po rozmowach przedstawicieli Stoczni Gdańsk z kardynałem Stanisławem Dziwiszem ogłoszono, iż Stocznia Gdańsk będzie nosiła imię papieża Jana Pawła II. Uroczyste nadanie nowego imienia stoczni miało nastąpić 15 października 2006. Nie wyraził jednak na to zgody arcybiskup gdański Tadeusz Gocłowski. Sprawa miała podtekst polityczny, bowiem ówczesny prezes zarządu stoczni Andrzej Jaworski zamierzał w wyborach samorządowych walczyć o fotel prezydenta Gdańska.
- W grudniu 2006 5% akcji Stoczni Gdańsk objęła spółka ISD Polska (której właścicielem jest ukraiński ISD – Związek Przemysłowy Donbasu), zaś w listopadzie 2007 objęła ona akcje nowej emisji o wartości 300 mln złotych, stając się w ten sposób właścicielem 83% (z kwoty 405 mln zł) akcji.
- Marzec 2008: spółka ISD zażądała od państwa polskiego 400 milionów złotych gotówkowej pomocy, w związku ze stanowiskiem Komisji Europejskiej. Komisja oczekiwała przyjęcia planu restrukturyzacji zakładu, który będzie rokował efektywność finansową przedsiębiorstwa, pod rygorem zwrotu pomocy publicznej udzielonej stoczni przez państwo, co doprowadziłoby przedsiębiorstwo do bankructwa. Według Komisji pomoc publiczna (to jest: gwarancje bankowe, pożyczki, umorzenia długów itd.) udzielona stoczni wyniosła 760 milionów złotych[11]. Warunkiem wstępnym komisji było zamknięcie przez stocznię m.in. dwóch (z trzech działających) pochylni. Stocznia Gdańsk zatrudniała wówczas ok. 2200 pracowników.
- W 2015 Pomorska Specjalna Strefa Ekonomiczna wykupiła za 116 mln zł od Stoczni Gdańsk większość gruntów znajdujących się na Wyspie Ostrów. Dzięki tej transakcji dotychczasowi wierzyciele stoczni zostali spłaceni, a na terenie o powierzchni 30 ha powstanie nowa infrastruktura dla przyszłych inwestorów, np. z Nabrzeża Kaszubskiego korzystać będzie Gdańska Stocznia Remontowa. Oprócz zagospodarowania frontu Wyspy Ostrów przewidywane jest pogłębienie kanału portowego. Poza gruntami Pomorska Specjalna Strefa Ekonomiczna w latach 2015–2017 kupiła trzy pary dźwigów. Z sześciu urządzeń w początku 2018 pracowała połowa: dwa największe 50-tonowe i jeden najmniejszy. Dwa średnie 30-tonowe dźwigi, sprowadzone w latach 50. z NRD, były wyłączone z eksploatacji z powodu bardzo złego stanu technicznego[12].
- W lipcu 2018 Agencja Rozwoju Przemysłu odkupiła udziały w Stoczni Gdańsk (zatrudniającej już tylko 100 osób) i GSG Towers (z ok. 700 pracownikami) od ukraińskiego właściciela Serhija Taruty. Wartości transakcji nie ujawniono[13]. Obie spółki weszły w skład Grupy Przemysłowej Baltic, która zarządzą przejętymi firmami od ukraińskiego właściciela[14].

W wyniku transakcji teren stoczni został ograniczony do 6,5 ha w rejonie hali K1. Na obszarze tym odbywać się będzie produkcja elementów dla branży offshore oraz wież wiatrowych i konstrukcji statków. W 2015 spółka GSG Towers, będąca częścią Gdańsk Shipyard Group, wyprodukowała 90 wież wiatrowych, w wyniku czego znalazła się wśród pięciu największych producentów wież wiatrowych na świecie. Potencjał produkcyjny zakładu, wynoszący 16 konstrukcji miesięcznie, dzięki modernizacji linii produkcyjnej w hali K1 oraz budowie nowej hali z linią malarsko-konserwacyjną w połowie 2016 miał ulec podwojeniu. W 2018 wynik finansowy GSG Towers wyniósł -68,083 mln zł. W 2020 strata przedsiębiorstwa wyniosła 70 mln zł.
Według stanu na połowę 2015 roku GSG zatrudnia ok. 1000 osób.
Wyniki finansowe spółek operujących w Stoczni Gdańsk do czasu fuzji GSG i GSG Towers:
| Rok  | GSG                                         | GSG         | GSG Towers | GSG Towers  |
| Rok  | Przychód                                    | Wynik netto | Przychód   | Wynik netto |
| ---- | ------------------------------------------- | ----------- | ---------- | ----------- |
| 2016 |                                             | -11 mln zł  |            | 934 tys. zł |
| 2017 |                                             | -17 mln zł  |            | -83 mln zł  |
| 2018 | 32 mln zł                                   | -20 mln zł  | 32 mln zł  | -69 mln zł  |
| 2019 | 60 mln zł (34 mln zł dała sprzedaż majątku) | 24 mln zł   | 74 mln zł  | -34 mln zł  |

Oprócz GSG i GSG Towers, w skład Grupy Przemysłowej Baltic wchodzą:
- Baltic Operator sp. z o.o
- Energomontaż-Północ Gdynia

Stocznia Gdańska SA od 2019 roku nie prowadziła działalności operacyjno-produkcyjnej. Do tych funkcji został wyznaczony osobny podmiot - Baltic Operator.

#### Stocznia Gdańska sp. z o.o.
W lutym 2021 doszło do przejęcia Stoczni Gdańsk SA przez Stocznię Gdańską sp. z o.o. (dawniej GSG Towers).
Od 2024 roku wszystkie spółki Grupy Przemysłowej Baltic posiadają ten sam zarząd. Prezesem zarządu od maja 2024 jest Adam Kowalski.
Poprzedni prezesi zarządu grupy:
- Henryk Ogryczak – od sierpnia 2022 do maja 2024[23]
- Andrzej Zienkiewicz – od września 2020 do lipca 2022[24][25]

Wyniki finansowe Grupy Przemysłowej Baltic:
| Rok  | Przychód         | Wynik netto        |
| ---- | ---------------- | ------------------ |
| 2018 | 71 mln zł        |                    |
| 2019 | 97 mln zł        | -98 mln zł         |
| 2020 | 212 mln zł       | -52 mln zł         |
| 2021 | 376 mln zł       | -23 mln zł         |
| 2022 | 23 650 841,60 zł | -209 684 817,77 zł |
| 2023 | 24 847 440,72    | -2 987 213,93 zł   |

Na rok 2022, w Grupie Przemysłowej Baltic zatrudnionych jest 536 osób.

### Zagospodarowanie terenów postoczniowych

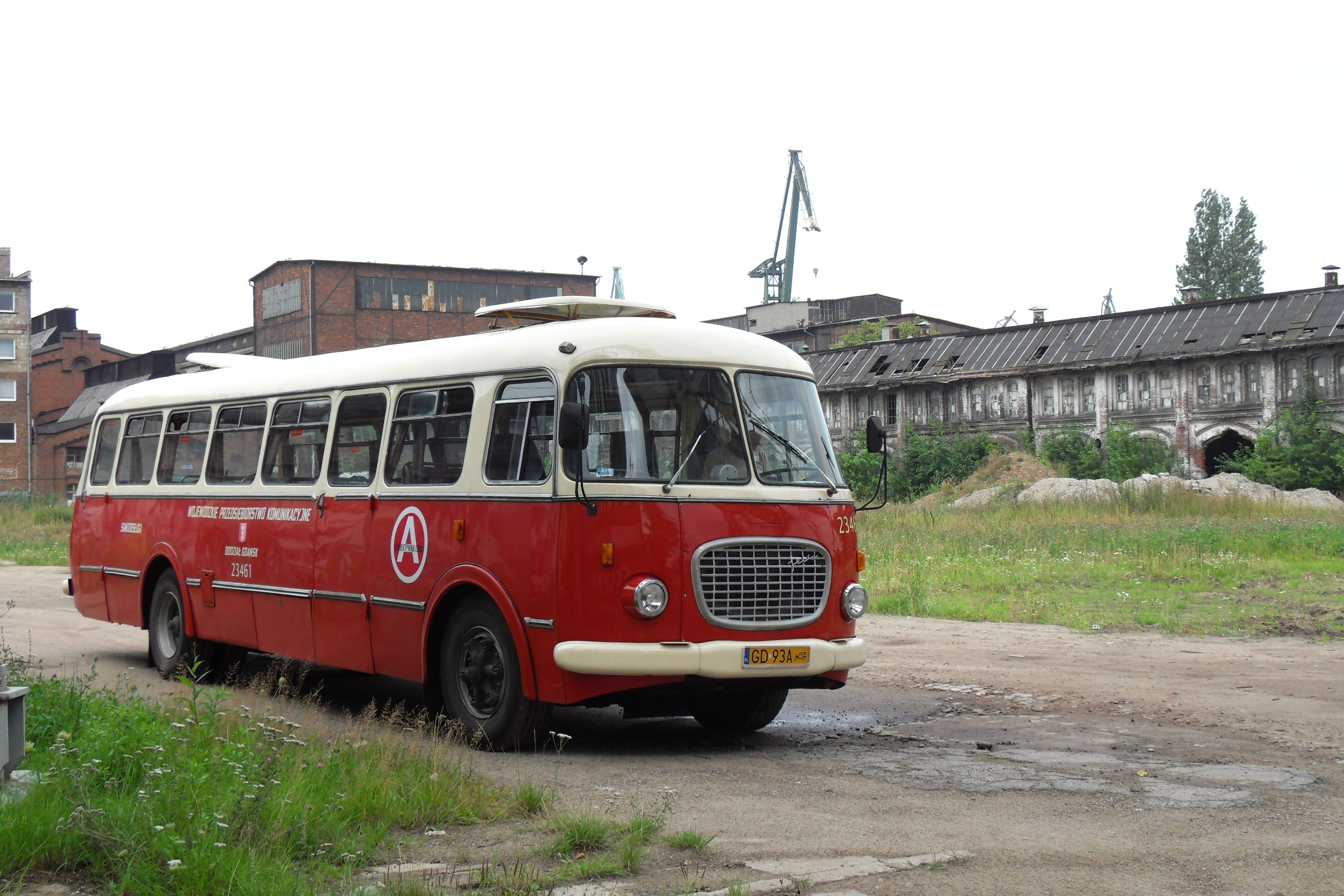
Zabytkowy Jelcz 043 na terenie stoczni – Subiektywna Linia Autobusowa

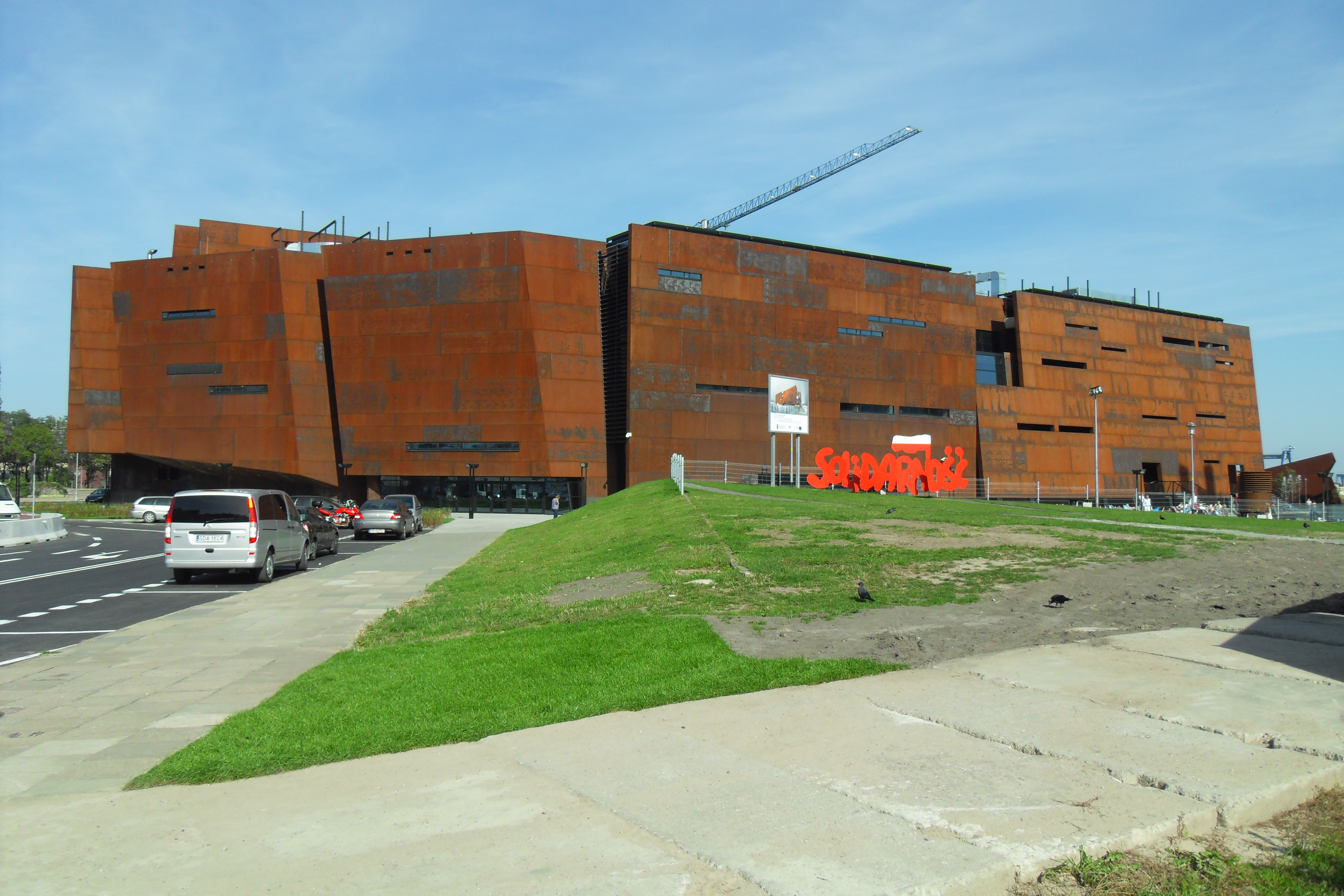
Europejskie Centrum Solidarności, 2014

W wyniku przekształceń południowa część terenów dawnej Stoczni Gdańskiej S.A. została wyłączona z działalności produkcyjnej. Tereny te, noszące nazwę Młode Miasto, zostały przeznaczone do zagospodarowania na cele niezwiązane z produkcją. Charakterystyczną cechą Młodego Miasta miały być postoczniowe obiekty: hale, budynki, dźwigi czy oryginalny bruk, wpisane w nowoczesną zabudowę. Wiele obiektów zostało jednak zniszczonych (np. Willa Dyrektora i reszta zespołu rezydencjonalnego dyrektora Stoczni Cesarskiej), a także budynek Biura Projektowego (tzw. Wzorcowni) z 1890 roku przy ul. Jana z Kolna. W ramach spłaty zaległych podatków od nieruchomości miasto Gdańsk kupiło za ok. 10 mln zł most na wyspie Ostrów.
- 8 maja 2007 roku powołana została instytucja kultury pod nazwą Europejskie Centrum Solidarności. Budowa siedziby ECS ujęta została w przepisach dotyczących przedsięwzięć niezbędnych do odbycia turnieju piłkarskiego EURO 2012[31]. Siedziba tej instytucji została oddana do użytku w 2014 roku przy Placu Solidarności, w bezpośrednim sąsiedztwie Pomnika Poległych Stoczniowców i dawnej bramy nr 2.
- 14 maja 2012 roku decyzją prezydenta Gdańska Pawła Adamowicza bramie nr 2 stoczni nadano wygląd z sierpnia 1980 r. włącznie z napisem: „Stocznia Gdańska im. Lenina”[32]. Część napisu „im. Lenina” została zdemontowana 28 sierpnia 2012[33].
- W marcu 2014 Wojewódzki Konserwator Zabytków wpisał do swojej ewidencji ok. 250 różnych obiektów stoczniowych. W następnych miesiącach większość z nich z ewidencji jednak wykreślono, głównie po protestach właścicieli postoczniowych terenów. Ponadto wykreślono z ewidencji takie obiekty, które miały już wydaną decyzję o rozbiórce. W rezultacie tylko w grudniu 2014 rozebrano: budynek 60B – kompresorowni (w dniach 3–5 grudnia), budynek 59A – magazynu farb (6 grudnia), budynek 88A – warsztatów spawalniczych (w dniach 6–9 grudnia) i halę 27B, tzw. rurownię, z lat 20. XX wieku (13 grudnia)[34]. Ostatecznie w końcu 2014 w ewidencji WKZ pozostało tylko 66 obiektów, a od stycznia 2015, kiedy wpisano do ewidencji kolejnych pięć obiektów stoczniowych (budynki produkcyjne, biurowe i warsztatowe na Ostrowiu o numerach 26, 46, 55, 81, 87), jest ich 71, w tym 15 stoczniowych dźwigów[35].
- W grudniu 2017 roku Generalny Konserwator Zabytków wpisał na listę zabytków cały kompleks Stoczni Gdańskiej. Dzięki temu jest możliwość ochrony zespołu zabudowań, mimo tego, że częściowo teren należy do prywatnych inwestorów[36].
- W 2018 rozpisano konkurs na podświetlenie konstrukcji dziewiętnastometrowego dźwigu Kone. Całoroczna iluminacja, połączona z emisją dźwięków pracującej stoczni, miała przyczynić się do zwiększenia atrakcyjności Młodego Miasta[37].
- 19 października 2018 na otwartych wiosną tego roku terenach dawnej Stoczni Cesarskiej otwarta została trasa turystyczna, na której znalazło się 13 dwujęzycznych tablic ze zdjęciami i opisami historii i przyszłości znajdujących się na niej obiektów (m.in. sali BHP, budynku Dyrekcji, dawnej remizy, kuźni, przy budynku Mleczny Piotr oraz przy ulicy Narzędziowców), informacjami o losach pracowników stoczni i jej pracowników; a także drogowskazy kierujące do poszczególnych budynków. Szlak przygotowały spółka Stocznia Cesarska Development (właściciel części terenów postoczniowych, w tym dawnego budynku dyrekcji) oraz Morska Fundacja Historyczna[38].
- 10 grudnia 2018 Stocznia Gdańska została uznana za Pomnik historii[39]. Również w grudniu 2018 wojewódzki konserwator zabytków wszczął procedurę wpisu terenu dawnej Stoczni Cesarskiej wraz ze znajdującymi się na nim obiektami do rejestru zabytków; protest właściciela (Stocznia Cesarska Development – spółka belgijskich deweloperów Alides i Re-vive, którzy tereny wokół tak zwanego basenu dokowego i obszarów na północny zachód od niego kupili wiosną 2017) w październiku 2019 został odrzucony przez wojewódzki sąd administracyjny[40].
- w maju 2019 na jednym z zachowanych żurawi Stoczni Cesarskiej otwarto punkt widokowy, znajdujący się w ok. 2/3 jego wysokości (ok. 40 m od poziomu ziemi)[41][42].
- w 2019 rozpoczęła się rewitalizacja pięciokondygnacyjnego budynku dawnej Dyrekcji Stoczni Cesarskiej, której zakończenie planowane jest na II połowę 2020 roku[43]. W ramach prac wyczyszczono ponad 160 tys. sztuk cegieł, a na szczycie wieży zainstalowano mechanizm zegarowy[44]. W l. 2020–2021 Stocznia Cesarska Development przeprowadziła rewitalizację kolejnego obiektu – dwupiętrowej remizy strażackiej o powierzchni użytkowej 644 m kw. z 1884, mieszczącego również wozownię i stajnię. Pierwotnie parterowa, z czasem otrzymała piętro z pomieszczeniami socjalnymi, a ok. 1955 roku do elewacji frontowej dobudowano nową część dla wozów strażackich. Budynek w swojej pierwotnej funkcji użytkowany był do połowy lat 90. Jednym z charakterystycznych elementów remizy są obszerne wrota[45]. Po renowacji będzie ona pełniła funkcje gastronomiczne[46].
- jesienią 2020 planowane jest oddanie do użytku budynku mieszkalnego pomiędzy ulicami ks. Popiełuszki i Robotniczą[47].
- W początku 2020 do rejestru zabytków wpisano 37 działek i 17 obiektów znajdujących się na terenie dawnej Stoczni Schichaua, stanowiącej następnie część Stoczni Gdańskiej. Ochroną objęto m.in. budynki hali maszynowej B90, dwie ślusarnie, blachownię, budynki warsztatowe i magazyny oraz halę traserni, czyli charakterystyczny budynek z napisem “Stocznia Gdańska”, widoczny od ul. Marynarki Polskiej. Tereny objęte wpisem stanowią własność 7 podmiotów (m.in. Shipyard City Gdańsk, Synergia 99, Skarb Państwa oraz miasto Gdańsk). Wpisu dokonano w związku z planowanym złożeniem wniosku o wpisanie terenów postoczniowych na listę światowego dziedzictwa UNESCO[48]. Stosowny wniosek w Centrum Światowego Dziedzictwa w Paryżu złożono 31 stycznia 2020[49].
- W 2019 blisko 7 hektarów terenów postoczniowych w pobliżu Europejskiego Centrum Solidarności zakupił lokalny deweloper (Euro Styl z Grupy Dom Development), zapowiadając wybudowanie do 2023 ok. 1100 mieszkań i lokali usługowych, a ponadto 2 budynków biurowych o pow. użytkowej 37 tys. m kw. (Inwestycja Doki). W 2020 część działki przeznaczonej pod biura o pow. ponad 1,3 ha trafiła w ręce firmy Torus, specjalizującej się w inwestycjach komercyjnych[50][51]. W ramach inwestycji znajdująca się przy ul. Lisia Grobla dawna montownia silników do okrętów podwodnych (tzw. hala U-bootów) z lat 1936–1938 o powierzchni 10,5 tys. m kw. do kwietnia 2023 przekształcona zostanie w 114 loftów, oddzielonych szklanym stropem od znajdującego się na parterze food hallu o powierzchni 2,3 tys. m kw., mieszczącego 20 lokali gastronomicznych. Wnętrza obiektu oświetlać będzie 17 wielkich lamp, których poszycie wykonane będzie ze sprowadzonych z Filipin muszli placuna ephium[52]. Zbudowany na planie prostokąta budynek o ceglanej elewacji wyróżnia się masywnym kształtem i przeszklonymi klatkami schodowymi; do dziś w dobrym stanie zachowały się suwnice i elementy balustrad. Po 1945 był tu magazyn główny Stoczni Gdańskiej, a następnie dyskoteka i galeria sztuki[53].

## Koncerty Przestrzeń Wolności
W latach 2005–2010 na terenie A (w pobliżu pomnika) byłych terenów Stoczni Gdańskiej odbywały się koncerty Przestrzeń Wolności, w celu upamiętnienia podpisania porozumień sierpniowych 1980. Koncerty organizowała Fundacja Gdańska. Artystami występującymi w cyklu byli kolejno:
- w 2005 – Jean-Michel Jarre
- w 2006 – David Gilmour
- w 2007 – Rod Stewart
- w 2008 gwiazdą koncertu miał być zespół Queen + Paul Rodgers; impreza została odwołana z powodu wycofania się sponsora
- w 2009 – Kylie Minogue i Scorpions
- w 2010 – Leszek Możdżer.